# Япония на летних Олимпийских играх 2016
Япония на летних Олимпийских играх 2016 года была представлена 338 спортсменами в 26 видах спорта. Знаменосцем сборной Японии, как на церемонии открытия Игр, так и на церемонии закрытия стал чемпион летних Азиатских игр 2014 года в десятиборье легкоатлет Кэйсукэ Усиро. По итогам соревнований сборная Японии установила собственный рекорд по количеству медалей на одних Олимпийских играх — 41 из которых 12 золотых, 8 серебряных и 6 бронзовых медалей, что также позволило сборной Японии занять 6-е место в неофициальном медальном зачёте.

## Медали
| Золото  | |                                                               |            |
| №       | Спортсмены | Вид спорта (дисциплина)                                       | Дата       |
| 1       | Косукэ Хагино                                                                                                   | Плавание (400 метров комплексным плаванием, мужчины)          | 6 августа  |
| 2       | Сёхэй Оно | Дзюдо (до 73 кг, мужчины)                                     | 8 августа  |
| 3       | Рёхэй Като Кэндзо Сираи Юсукэ Танака Кохэй Утимура Кодзи Ямамуро                                                | Спортивная гимнастика (командное многоборье, мужчины)         | 8 августа  |
| 4       | Масю Бейкер | Дзюдо (до 90 кг, мужчины)                                     | 10 августа |
| 5       | Харука Татимото                                                                                                 | Дзюдо (до 70 кг, женщины)                                     | 10 августа |
| 6       | Кохэй Утимура                                                                                                   | Спортивная гимнастика (личное многоборье, мужчины)            | 10 августа |
| 7       | Риэ Канэто | Плавание (200 метров брассом, женщины)                        | 11 августа |
| 8       | Эри Тосака | Борьба (вольная, до 48 кг, женщины)                           | 17 августа |
| 9       | Каори Итё | Борьба (вольная, до 58 кг, женщины)                           | 17 августа |
| 10      | Сара Досё | Борьба (вольная, до 69 кг, женщины)                           | 17 августа |
| 11      | Мисаки Мацутомо Аяка Такахаси                                                                                   | Бадминтон (парный разряд, женщины)                            | 18 августа |
| 12      | Рисако Каваи | Борьба (вольная, до 63 кг, женщины)                           | 18 августа |
| Серебро | |                                                               |            |
| №       | Спортсмены | Вид спорта (дисциплина)                                       | Дата       |
| 1       | Масато Сакаи | Плавание (200 метров баттерфляем, мужчины)                    | 9 августа  |
| 2       | Косукэ Хагино                                                                                                   | Плавание (200 метров комплексным плаванием, мужчины)          | 11 августа |
| 3       | Хисаёси Харасава                                                                                                | Дзюдо (свыше 100 кг, мужчины)                                 | 12 августа |
| 4       | Синобу Ота | Борьба (греко-римская, до 59 кг, мужчины)                     | 14 августа |
| 5       | Дзюн Мидзутани Коки Нива Махару Ёсимура                                                                         | Настольный теннис (командный разряд, мужчины)                 | 17 августа |
| 6       | Саори Ёсида | Борьба (до 53 кг, женщины)                                    | 18 августа |
| 7       | Рэй Хигути | Борьба (вольная, до 57 кг, мужчины)                           | 19 августа |
| 8       | Рёта Ямагата Сёта Иидзука Ёсихидэ Кирю Асука Кембридж                                                           | Лёгкая атлетика (эстафета 4×100 метров, мужчины)              | 19 августа |
| Бронза  | |                                                               |            |
| №       | Спортсмены | Вид спорта (дисциплина)                                       | Дата       |
| 1       | Наохиса Такато                                                                                                  | Дзюдо (до 60 кг, мужчины)                                     | 6 августа  |
| 2       | Ами Кондо | Дзюдо (до 48 кг, женщины)                                     | 6 августа  |
| 3       | Дайя Сэто | Плавание (400 метров комплексным плаванием, мужчины)          | 6 августа  |
| 4       | Хироми Миякэ | Тяжёлая атлетика (до 48 кг, женщины)                          | 6 августа  |
| 5       | Масаси Эбинума                                                                                                  | Дзюдо (до 66 кг, мужчины)                                     | 7 августа  |
| 6       | Мисато Накамура                                                                                                 | Дзюдо (до 52 кг, женщины)                                     | 7 августа  |
| 7       | Каори Мацумото                                                                                                  | Дзюдо (до 57 кг, женщины)                                     | 8 августа  |
| 8       | Такуя Ханэда | Гребля на байдарках и каноэ (гребной слалом, C-1, мужчины)    | 9 августа  |
| 9       | Таканори Нагасэ                                                                                                 | Дзюдо (до 81 кг, мужчины)                                     | 9 августа  |
| 10      | Косукэ Хагино Найто Эхара Юки Кобори Такэси Мацуда                                                              | Плавание (4×200 метров вольным стилем, мужчины)               | 9 августа  |
| 11      | Нацуми Хоси | Плавание (200 метров баттерфляем, женщины)                    | 10 августа |
| 12      | Рюносукэ Хага                                                                                                   | Дзюдо (до 100 кг, мужчины)                                    | 11 августа |
| 13      | Дзюн Мидзутани                                                                                                  | Настольный теннис (одиночный разряд, мужчины)                 | 11 августа |
| 14      | Канаэ Ямабэ | Дзюдо (свыше 78 кг, женщины)                                  | 12 августа |
| 15      | Кэй Нисикори | Теннис (одиночный разряд, мужчины)                            | 14 августа |
| 16      | Кэндзо Сираи | Спортивная гимнастика (опорный прыжок, мужчины)               | 15 августа |
| 17      | Касуми Исикава Аи Фукухара Мима Ито                                                                             | Настольный теннис (командный разряд, женщины)                 | 16 августа |
| 18      | Юкико Инуи Рисако Мицуи                                                                                         | Синхронное плавание (дуэты, женщины)                          | 16 августа |
| 19      | Нодзоми Окухара                                                                                                 | Бадминтон (одиночный разряд, женщины)                         | 19 августа |
| 20      | Хирооки Араи | Лёгкая атлетика (спортивная ходьба на 50 километров, мужчины) | 19 августа |
| 21      | Куруми Ёсида Юкико Инуи Кэи Марумо Рисако Мицуи Канами Накамаки Маи Накамура Кано Омата Айка Хакояма Айко Хаяси | Синхронное плавание (группы, женщины)                         | 19 августа |

## Состав сборной
Академическая гребля
1. Хироси Накано
2. Хидэки Омото
3. Аями Оиси
4. Тиаки Томита

 Бадминтон
1. Кэнта Кадзуно
2. Сё Сасаки
3. Кэнъити Хаякава
4. Хироюки Эндо
5. Аянэ Курихара
6. Мисаки Мацутомо
7. Нодзоми Окухара
8. Аяка Такахаси
9. Аканэ Ямагути

 Баскетбол
1. Асами Ёсида
2. Каэдэ Кондо
3. Мика Курихара
4. Юка Мамия
5. Руи Матида
6. Нахо Миёси
7. Юки Миядзава
8. Санаэ Мотокава
9. Моэко Нагаока
10. Асако О
11. Маки Такада
12. Раму Токасики

 Бокс
1. Араси Морисака
2. Дайсукэ Наримацу

 Борьба
Вольная борьба
1. Сосукэ Такатани
2. Рэй Хигути
3. Рио Ватари
4. Сара Досё
5. Саори Ёсида
6. Каори Итё
7. Рисако Каваи
8. Эри Тосака

Греко-римская борьба
1. Томохиро Иноуэ
2. Синобу Ота

Велоспорт
 Шоссейный велоспорт
1. Юкия Арасиро
2. Кохэй Утима
3. Эри Ёнаминэ

 Трековый велоспорт
1. Юта Вакимото
2. Кадзунари Ватанабэ
3. Кадзусигэ Кубоки
4. Сэйитиро Накагава
5. Сакура Цукагоси

 BMX
1. Ёситаку Нагасако

 Маунтинбайк
1. Кохэй Ямамото

 Водное поло
1. Сэйя Адати
2. Ацуси Араи
3. Ацуто Иида
4. Юки Кадоно
5. Кэйго Окава
6. Мицуаки Сига
7. Юсукэ Симидзу
8. Кодзи Такэи
9. Кацуюки Танамура
10. Томоёси Фукусима
11. Сёта Хадзуи
12. Акира Янасэ
13. Кэнъя Ясуда

 Волейбол
1. Эрика Араки
2. Котоки Дзаясу
3. Юки Исии
4. Саори Кимура
5. Харука Миясита
6. Юриэ Набэя
7. Мию Нагаока
8. Саори Сакода
9. Ариса Сато
10. Харуё Симамура
11. Канами Тасиро
12. Май Ямагути

 Гольф
1. Юта Икэда
2. Синго Катаяма
3. Хару Номура
4. Сихо Ояма

Гребля на байдарках и каноэ
 Гребной слалом
1. Сёта Сасаки
2. Цубаса Сасаки
3. Такуя Ханэда
4. Кадзуки Ядзава
5. Аки Ядзава

 Дзюдо
1. Масю Бейкер
2. Таканори Нагасэ
3. Сёхэй Оно
4. Наохиса Такато
5. Рюносукэ Хага
6. Хисаёси Харасава
7. Масаси Эбинума
8. Ами Кондо
9. Каори Мацумото
10. Мисато Накамура
11. Мику Тасиро
12. Харука Татимото
13. Мами Умэки
14. Канаэ Ямабэ

 Конный спорт
1. Рюдзо Китадзима
2. Тосики Масуи
3. Ёсиаки Оива
4. Тайдзо Сугитани
5. Масанао Такахаси
6. Дайсукэ Фукусима
7. Киити Харада
8. Юко Китаи
9. Аканэ Куроки
10. Рэйко Такэда

 Лёгкая атлетика
1. Суэхиро Исикава
2. Хисанори Китадзима
3. Сатору Сасаки
4. Эйки Такахаси
5. Такаюки Тании
6. Исаму Фудзисава
7. Квота 7
8. Квота 8
9. Квота 9
10. Квота 10
11. Квота 11
12. Квота 12
13. Квота 13
14. Квота 14
15. Квота 15
16. Квота 16
17. Квота 17
18. Квота 18
19. Квота 19
20. Квота 20
21. Квота 21
22. Квота 22
23. Квота 23
24. Квота 24
25. Квота 25
26. Квота 26
27. Квота 27
28. Квота 28
29. Квота 29
30. Квота 30
31. Квота 31
32. Квота 32
33. Квота 33
34. Май Ито
35. Томоми Танака
36. Каёко Фукуси
37. Квота 37
38. Квота 38
39. Квота 39
40. Квота 40
41. Квота 41
42. Квота 42
43. Квота 43
44. Квота 44
45. Квота 45
46. Квота 46
47. Квота 47
48. Квота 48
49. Квота 49

 Настольный теннис
1. Махару Ёсимура
2. Дзюн Мидзутани
3. Коки Нива
4. Касуми Исикава
5. Мима Ито
6. Ай Фукухара

 Парусный спорт
1. Кадзуто Дои
2. Кимихико Имамура
3. Юкио Макино
4. Кэндзи Такахаси
5. Макото Томидзава
6. Манами Дои
7. Михо Ёсиока
8. Мэгуми Исэда
9. Ай Кондо
10. Кэйко Миягава
11. Сэна Такано

 Плавание
1. Иппэй Ватанабэ
2. Рёсукэ Ириэ
3. Масаки Канэко
4. Ясухиро Косэки
5. Кацуми Накамура
6. Масато Сакаи
7. Дайя Сэто
8. Такуро Фудзии
9. Хиромаса Фудзимори
10. Косукэ Хагино
11. Дзюнъя Хасэгава
12. Ясунари Хираи
13. Найто Эхара
14. Канако Ватанабэ
15. Тихиро Игараси
16. Рикако Икээ
17. Руна Имаи
18. Риэ Канэто
19. Юми Кида
20. Яёй Мацумото
21. Нацуми Сакаи
22. Сакико Симидзу
23. Сатоми Судзуки
24. Михо Такахаси
25. Михо Тэрамура
26. Мики Утида
27. Судзука Хасэгава
28. Нацуми Хоси

 Прыжки в воду
1. Сё Сакаи
2. Кэн Тэраути
3. Минами Итахаси

 Прыжки на батуте
1. Масаки Ито
2. Гинга Мунэтомо
3. Рана Накано

 Регби-7
1. Квота 1
2. Квота 2
3. Квота 3
4. Квота 4
5. Квота 5
6. Квота 6
7. Квота 7
8. Квота 8
9. Квота 9
10. Квота 10
11. Квота 11
12. Квота 12
13. Квота 13
14. Квота 14
15. Квота 15
16. Квота 16
17. Квота 17
18. Квота 18
19. Квота 19
20. Квота 20
21. Квота 21
22. Квота 22
23. Квота 23
24. Квота 24

 Синхронное плавание
1. Куруми Ёсида
2. Юкико Инуи
3. Кэи Марумо
4. Рисако Мицуи
5. Канами Накамаки
6. Маи Накамура
7. Кано Омата
8. Айка Хакояма
9. Айко Хаяси

 Современное пятиборье
1. Томоя Мигути
2. Нацуми Томонага

 Спортивная гимнастика
1. Рёхэй Като
2. Кэндзо Сираи
3. Юсукэ Танака
4. Кохэй Утимура
5. Кодзи Ямамуро
6. Саэ Миякава
7. Маи Мураками
8. Айко Сугихара
9. Асука Тэрамото
10. Юки Утияма

 Стрельба
1. Тэруёси Акияма
2. Томоюки Мацуда
3. Эйта Мори
4. Наоя Окада
5. Тосикадзу Ямасита
6. Наоко Исихара
7. Юкиэ Накаяма
8. Акико Сато

 Стрельба из лука
1. Такахару Фурукава
2. Каори Каванака
3. Саори Нагаминэ
4. Юки Хаяси

 Теннис
1. Таро Даниэль
2. Кэй Нисикори
3. Юити Сугита
4. Мисаки Дои
5. Нао Хибино
6. Эри Ходзуми

 Триатлон
1. Хирокацу Таяма
2. Юриэ Като
3. Юка Сато
4. Аи Уэда

 Тхэквондо
1. Маю Хамада

 Тяжёлая атлетика
1. Ёити Итокадзу
2. Ёсукэ Накаяма
3. Хироаки Такао
4. Микико Андо
5. Намика Мацумото
6. Хироми Миякэ
7. Канаэ Яги

 Фехтование
1. Кадзуясу Минобэ
2. Юки Ота
3. Кэнта Токунан
4. Тика Аоки
5. Сихо Нисиока
6. Нодзоми Сато

 Футбол
1. Квота 1
2. Квота 2
3. Квота 3
4. Квота 4
5. Квота 5
6. Квота 6
7. Квота 7
8. Квота 8
9. Квота 9
10. Квота 10
11. Квота 11
12. Квота 12
13. Квота 13
14. Квота 14
15. Квота 15
16. Квота 16
17. Квота 17
18. Квота 18

 Хоккей на траве
1. Сакиё Асано
2. Мотоми Кавамура
3. Юкари Мано
4. Аки Мицухаси
5. Хадзуки Нагаи
6. Юри Нагаи
7. Миюки Накагава
8. Миэ Накасима
9. Эми Нисикори
10. Аяка Нисимура
11. Маюми Оно
12. Маки Сакагути
13. Аканэ Сибата
14. Минами Симидзу
15. Нагиса Хаяси
16. Хадзуки Юда

 Художественная гимнастика
1. Кико Ёкота
2. Риэ Мацубара
3. Кахо Минагава
4. Сакура Носитани
5. Саюри Сугимото
6. Айри Хатакэяма

## Результаты соревнований

### Академическая гребля
В следующий раунд из каждого заезда проходят несколько лучших экипажей (в зависимости от дисциплины). В утешительный заезд попадают спортсмены, выбывшие в предварительном раунде. В финал A выходят 6 сильнейших экипажей, остальные разыгрывают места в утешительных финалах B-F.
Мужчины
| Соревнование              | Спортсмены                 | Отборочная гонка | Отборочная гонка | Отборочная гонка | Утешительный заезд | Утешительный заезд | Утешительный заезд | Четвертьфинал | Четвертьфинал | Четвертьфинал | Полуфинал     | Полуфинал     | Полуфинал     | Финал | Финал | Итоговое место |
| Соревнование              | Спортсмены                 | Заплыв           | Время            | Место            | Заплыв             | Время              | Место              | Заплыв        | Время         | Место         | Заплыв        | Время         | Место         | Время | Место | Итоговое место |
| ------------------------- | -------------------------- | ---------------- | ---------------- | ---------------- | ------------------ | ------------------ | ------------------ | ------------- | ------------- | ------------- | ------------- | ------------- | ------------- | ----- | ----- | -------------- |
| двойки парные, лёгкий вес | Хироси Накано Хидэки Омото | 3                | 6:34,27          | 3                | 2                  | 7:11,20            | 4                  | не проводится | не проводится | не проводится | Полуфинал C/D | Полуфинал C/D | Полуфинал C/D | Финал | Финал |                |
| двойки парные, лёгкий вес | Хироси Накано Хидэки Омото | 3                | 6:34,27          | 3                | 2                  | 7:11,20            | 4                  | не проводится | не проводится | не проводится |               |               |               |       |       |                |

Женщины
| Соревнование              | Спортсмены             | Отборочная гонка | Отборочная гонка | Отборочная гонка | Утешительный заезд | Утешительный заезд | Утешительный заезд | Четвертьфинал | Четвертьфинал | Четвертьфинал | Полуфинал     | Полуфинал     | Полуфинал     | Финал | Финал | Итоговое место |
| Соревнование              | Спортсмены             | Заплыв           | Время            | Место            | Заплыв             | Время              | Место              | Заплыв        | Время         | Место         | Заплыв        | Время         | Место         | Время | Место | Итоговое место |
| ------------------------- | ---------------------- | ---------------- | ---------------- | ---------------- | ------------------ | ------------------ | ------------------ | ------------- | ------------- | ------------- | ------------- | ------------- | ------------- | ----- | ----- | -------------- |
| двойки парные, лёгкий вес | Аями Оиси Тиаки Томита | 2                | 7:15,75          | 4                | 1                  | 8:00,50            | 2 Q                | не проводится | не проводится | не проводится | Полуфинал A/B | Полуфинал A/B | Полуфинал A/B | Финал | Финал |                |
| двойки парные, лёгкий вес | Аями Оиси Тиаки Томита | 2                | 7:15,75          | 4                | 1                  | 8:00,50            | 2 Q                | не проводится | не проводится | не проводится |               |               |               |       |       |                |

### Бадминтон
Одиночный разряд
| Соревнование | Спортсмены      | Групповой этап | Групповой этап | Групповой этап | 1/8 финала | 1/4 финала | 1/2 финала | Финал | Итоговое место |
| Соревнование | Спортсмены      | 1 матч         | 2 матч         | Место          | 1/8 финала | 1/4 финала | 1/2 финала | Финал | Итоговое место |
| ------------ | --------------- | -------------- | -------------- | -------------- | ---------- | ---------- | ---------- | ----- | -------------- |
| мужчины      | Сё Сасаки       | Группа         | Группа         | Группа         |            |            |            |       |                |
| мужчины      | Сё Сасаки       |                |                |                |            |            |            |       |                |
| женщины      | Нодзоми Окухара | Группа         | Группа         | Группа         |            |            |            |       |                |
| женщины      | Нодзоми Окухара |                |                |                |            |            |            |       |                |
| женщины      | Аканэ Ямагути   | Группа         | Группа         | Группа         |            |            |            |       |                |
| женщины      | Аканэ Ямагути   |                |                |                |            |            |            |       |                |

Парный разряд
| Соревнование | Спортсмены                    | Групповой этап | Групповой этап | Групповой этап | Групповой этап | 1/4 финала | 1/2 финала | Финал | Итоговое место |
| Соревнование | Спортсмены                    | 1 матч         | 2 матч         | 3 матч         | Место          | 1/4 финала | 1/2 финала | Финал | Итоговое место |
| ------------ | ----------------------------- | -------------- | -------------- | -------------- | -------------- | ---------- | ---------- | ----- | -------------- |
| мужчины      | Хироюки Эндо Кэнъити Хаякава  | Группа         | Группа         | Группа         | Группа         |            |            |       |                |
| мужчины      | Хироюки Эндо Кэнъити Хаякава  |                |                |                |                |            |            |       |                |
| женщины      | Мисаки Мацутомо Аяка Такахаси | Группа         | Группа         | Группа         | Группа         |            |            |       |                |
| женщины      | Мисаки Мацутомо Аяка Такахаси |                |                |                |                |            |            |       |                |
| микст        | Кэнта Кадзуно Аянэ Курихара   | Группа         | Группа         | Группа         | Группа         |            |            |       |                |
| микст        | Кэнта Кадзуно Аянэ Курихара   |                |                |                |                |            |            |       |                |

### Баскетбол

#### Женщины
Женская сборная Японии квалифицировалась на Игры, завоевав золотые медали на чемпионате Азии 2015 года.
Состав
| Номер     | Позиция   | Имя       | Дата рождения | Рост, см  | Клуб      | Игры      | Очки      | Подборы   | Передачи  |
| Защитники | Защитники | Защитники | Защитники     | Защитники | Защитники | Защитники | Защитники | Защитники | Защитники |
| --------- | --------- | --------- | ------------- | --------- | --------- | --------- | --------- | --------- | --------- |
|           |           |           |               |           |           |           |           |           |           |
| Форварды  |           |           |               |           |           |           |           |           |           |
|           |           |           |               |           |           |           |           |           |           |
| Центровые |           |           |               |           |           |           |           |           |           |
|           |           |           |               |           |           |           |           |           |           |

| Имя            | Гражданство | Дата рождения |
| -------------- | ----------- | ------------- |
| Томохидэ Уцуми | Япония      |               |

Результаты
Групповой этап (Группа A)
| Место | Команда   | И | В | П | ОЗ  | ОП  | +/- | Очки |
| ----- | --------- | - | - | - | --- | --- | --- | ---- |
| 1     | Австралия | 5 | 5 | 0 | 400 | 345 | +55 | 10   |
| 2     | Франция   | 5 | 3 | 2 | 344 | 343 | +1  | 8    |
| 3     | Турция    | 5 | 3 | 2 | 324 | 325 | -1  | 8    |
| 4     | Япония    | 5 | 3 | 2 | 386 | 378 | +8  | 8    |
| 5     | Беларусь  | 5 | 1 | 4 | 347 | 361 | -14 | 6    |
| 6     | Бразилия  | 5 | 0 | 5 | 335 | 384 | -49 | 5    |

| 6 августа 2016 19:45 UTC−3 | Протокол | Беларусь                   | 73:77    | Япония      | Молодёжная Арена, Рио-де-Жанейро Зрителей: 2586 Судьи: Дамир Явор Шахеназ Баусетта Хаун Интае |
| 6 августа 2016 19:45 UTC−3 | Протокол | 21:26, 19:15, 20:19, 13:17 |          |             | Молодёжная Арена, Рио-де-Жанейро Зрителей: 2586 Судьи: Дамир Явор Шахеназ Баусетта Хаун Интае |
| 6 августа 2016 19:45 UTC−3 | Протокол | Левченко 15                | Очки     | Курихара 20 | Молодёжная Арена, Рио-де-Жанейро Зрителей: 2586 Судьи: Дамир Явор Шахеназ Баусетта Хаун Интае |
| 6 августа 2016 19:45 UTC−3 | Протокол | Веремеенко 10              | Подборы  | Ёсида 9     | Молодёжная Арена, Рио-де-Жанейро Зрителей: 2586 Судьи: Дамир Явор Шахеназ Баусетта Хаун Интае |
| 6 августа 2016 19:45 UTC−3 | Протокол | Хардинг 5                  | Передачи | Ёсида 8     | Молодёжная Арена, Рио-де-Жанейро Зрителей: 2586 Судьи: Дамир Явор Шахеназ Баусетта Хаун Интае |

| 8 августа 2016 17:30 UTC−3 | Протокол | Япония                    | 82:66    | Бразилия         | Молодёжная Арена, Рио-де-Жанейро Зрителей: 2624 Судьи: Хосе Рейес Карлос Перуга Надеж Зузу |
| 8 августа 2016 17:30 UTC−3 | Протокол | 19:20, 28:13, 26:19, 9:14 |          |                  | Молодёжная Арена, Рио-де-Жанейро Зрителей: 2624 Судьи: Хосе Рейес Карлос Перуга Надеж Зузу |
| 8 августа 2016 17:30 UTC−3 | Протокол | Токасики 23               | Очки     | Кастро Маркес 20 | Молодёжная Арена, Рио-де-Жанейро Зрителей: 2624 Судьи: Хосе Рейес Карлос Перуга Надеж Зузу |
| 8 августа 2016 17:30 UTC−3 | Протокол | Токасики 9                | Подборы  | дос Сантос 16    | Молодёжная Арена, Рио-де-Жанейро Зрителей: 2624 Судьи: Хосе Рейес Карлос Перуга Надеж Зузу |
| 8 августа 2016 17:30 UTC−3 | Протокол | Ёсида 11                  | Передачи | Пинто 6          | Молодёжная Арена, Рио-де-Жанейро Зрителей: 2624 Судьи: Хосе Рейес Карлос Перуга Надеж Зузу |

| 9 августа 2016 17:45 UTC−3 | Протокол | Турция                    | 76:62    | Япония      | Молодёжная Арена, Рио-де-Жанейро Зрителей: 2624 Судьи: Олег Латышев Фердинанд Паскуаль Шаина Буссетта |
| 9 августа 2016 17:45 UTC−3 | Протокол | 24:9, 14:14, 19:16, 19:23 |          |             | Молодёжная Арена, Рио-де-Жанейро Зрителей: 2624 Судьи: Олег Латышев Фердинанд Паскуаль Шаина Буссетта |
| 9 августа 2016 17:45 UTC−3 | Протокол | Сандерс 36                | Очки     | Токасики 13 | Молодёжная Арена, Рио-де-Жанейро Зрителей: 2624 Судьи: Олег Латышев Фердинанд Паскуаль Шаина Буссетта |
| 9 августа 2016 17:45 UTC−3 | Протокол | Чаглар 9                  | Подборы  | Токасики 7  | Молодёжная Арена, Рио-де-Жанейро Зрителей: 2624 Судьи: Олег Латышев Фердинанд Паскуаль Шаина Буссетта |
| 9 августа 2016 17:45 UTC−3 | Протокол | Албен, Чакыр по 5         | Передачи | Ёсида 7     | Молодёжная Арена, Рио-де-Жанейро Зрителей: 2624 Судьи: Олег Латышев Фердинанд Паскуаль Шаина Буссетта |

| 11 августа 2016 17:45 UTC−3 | Протокол | Япония | ' | Австралия | Молодёжная Арена, Рио-де-Жанейро |

| 13 августа 2016 17:45 UTC−3 | Протокол | Япония | ' | Франция | Молодёжная Арена, Рио-де-Жанейро |

### Бокс
Квоты, завоёванные спортсменами являются именными. Если от одной страны путёвки на Игры завоюют два и более спортсмена, то право выбора боксёра предоставляется национальному Олимпийскому комитету. Соревнования по боксу проходят по системе плей-офф. Для победы в олимпийском турнире боксёру необходимо одержать либо четыре, либо пять побед в зависимости от жеребьёвки соревнований. Оба спортсмена, проигравшие в полуфинальных поединках, становятся обладателями бронзовых наград.
Мужчины
| Категория | Спортсмены       | Первый раунд        | Второй раунд              | Четвертьфинал        | Полуфинал            | Финал                | Место                |
| Категория | Спортсмены       | Соперник Результат  | Соперник Результат        | Соперник Результат   | Соперник Результат   | Соперник Результат   | Место                |
| --------- | ---------------- | ------------------- | ------------------------- | -------------------- | -------------------- | -------------------- | -------------------- |
| до 56 кг  | Араси Морисака   | ARMА. Авагян П 1:2  | завершил выступление      | завершил выступление | завершил выступление | завершил выступление | завершил выступление |
| до 60 кг  | Дайсукэ Наримацу | VENЛ. Кабрера В 2:1 | USAК. Бальдерас (8) П 0:3 | завершил выступление | завершил выступление | завершил выступление | завершил выступление |

### Борьба
В соревнованиях по борьбе, как и на предыдущих трёх Играх, будет разыгрываться 18 комплектов наград. По 6 у мужчин в вольной и греко-римской борьбе и 6 у женщин в вольной борьбе. Турнир пройдёт по олимпийской системе с выбыванием. В утешительный раунд попадают участники, проигравшие в своих поединках будущим финалистам соревнований. Каждый поединок состоит из двух раундов по 3 минуты, победителем становится спортсмен, набравший большее количество технических очков. По окончании схватки, в зависимости от результатов спортсменам начисляются классификационные очки.
Мужчины
Вольная борьба
| Категория | Спортсмены      | Первый раунд       | 1/8 финала         | Четвертьфинал      | Полуфинал          | Финал              | Место |
| Категория | Спортсмены      | Соперник Результат | Соперник Результат | Соперник Результат | Соперник Результат | Соперник Результат | Место |
| --------- | --------------- | ------------------ | ------------------ | ------------------ | ------------------ | ------------------ | ----- |
| до 57 кг  | Рэй Хигути      |                    |                    |                    |                    |                    |       |
| до 74 кг  | Сосукэ Такатани |                    |                    |                    |                    |                    |       |

Греко-римская борьба
| Категория | Спортсмены     | Первый раунд       | 1/8 финала         | Четвертьфинал      | Полуфинал          | Финал              | Место |
| Категория | Спортсмены     | Соперник Результат | Соперник Результат | Соперник Результат | Соперник Результат | Соперник Результат | Место |
| --------- | -------------- | ------------------ | ------------------ | ------------------ | ------------------ | ------------------ | ----- |
| до 59 кг  | Синобу Ота     |                    |                    |                    |                    |                    |       |
| до 66 кг  | Томохиро Иноуэ |                    |                    |                    |                    |                    |       |

Женщины
Вольная борьба
| Соревнование | Спортсмены   | Первый раунд       | 1/8 финала         | Четвертьфинал      | Полуфинал          | Финал              | Место |
| Соревнование | Спортсмены   | Соперник Результат | Соперник Результат | Соперник Результат | Соперник Результат | Соперник Результат | Место |
| ------------ | ------------ | ------------------ | ------------------ | ------------------ | ------------------ | ------------------ | ----- |
| до 48 кг     | Эри Тосака   |                    |                    |                    |                    |                    |       |
| до 53 кг     | Саори Ёсида  |                    |                    |                    |                    |                    |       |
| до 58 кг     | Каори Итё    |                    |                    |                    |                    |                    |       |
| до 63 кг     | Рисако Каваи |                    |                    |                    |                    |                    |       |
| до 69 кг     | Сара Досё    |                    |                    |                    |                    |                    |       |
| до 75 кг     | Рио Ватари   |                    |                    |                    |                    |                    |       |

### Велоспорт

#### Шоссейный велоспорт
Мужчины
| Соревнование    | Спортсмены   | Время   | Место | Отставание |
| --------------- | ------------ | ------- | ----- | ---------- |
| групповая гонка | Юкия Арасиро | 6:19:43 | 27    | +9:38      |
| групповая гонка | Кохэй Утима  | DNF     | DNF   | DNF        |

Женщины
| Соревнование     | Спортсмены  | Время    | Место | Отставание |
| ---------------- | ----------- | -------- | ----- | ---------- |
| групповая гонка  | Эри Ёнаминэ | 3:56:23  | 17    | +4:56      |
| раздельная гонка | Эри Ёнаминэ | 46:43,09 | 15    | +2:16,67   |

#### Трековый велоспорт
Спринт
| Соревнование | Спортсмены        | Квалификация   | Квалификация | Раунд 1                 | Утешительный заезд       | Раунд 2                 | Утешительный заезд       | Четвертьфинал           | Полуфинал               | Финал                    | Место |
| Соревнование | Спортсмены        | Время Скорость | Место        | Соперник Время Скорость | Соперники Время Скорость | Соперник Время Скорость | Соперники Время Скорость | Соперник Время Скорость | Соперник Время Скорость | Соперники Время Скорость | Место |
| ------------ | ----------------- | -------------- | ------------ | ----------------------- | ------------------------ | ----------------------- | ------------------------ | ----------------------- | ----------------------- | ------------------------ | ----- |
| мужчины      | Сэйитиро Накагава |                |              |                         |                          |                         |                          |                         |                         |                          |       |

Кейрин
| Соревнование | Спортсмены         | Первый раунд | Первый раунд | Утешительный заезд | Утешительный заезд | Второй раунд | Второй раунд | Финал | Итоговое место |
| Соревнование | Спортсмены         | Заезд        | Место        | Заезд              | Место              | Заезд        | Место        | Место | Итоговое место |
| ------------ | ------------------ | ------------ | ------------ | ------------------ | ------------------ | ------------ | ------------ | ----- | -------------- |
| мужчины      | Кадзунари Ватанабэ |              |              |                    |                    |              |              |       |                |
| мужчины      | Юта Вакимото       |              |              |                    |                    |              |              |       |                |

Омниум
| Соревнование | Спортсмены       | Круг с хода | Круг с хода | Гонка по очкам | Гонка по очкам | Гонка с выбыванием | Гонка преследования | Гонка преследования | Скретч | Гит с места | Гит с места | Сумма очков | Итоговое место |
| Соревнование | Спортсмены       | Время       | Место       | Очки           | Место          | Место              | Время               | Место               | Место  | Время       | Место       | Сумма очков | Итоговое место |
| ------------ | ---------------- | ----------- | ----------- | -------------- | -------------- | ------------------ | ------------------- | ------------------- | ------ | ----------- | ----------- | ----------- | -------------- |
| мужчины      | Кадзусигэ Кубоки |             |             |                |                |                    |                     |                     |        |             |             |             |                |
| женщины      | Сакура Цукагоси  |             |             |                |                |                    |                     |                     |        |             |             |             |                |

#### Маунтинбайк
Мужчины
| Соревнование | Спортсмены    | Время | Место | Отставание |
| ------------ | ------------- | ----- | ----- | ---------- |
| кросс-кантри | Кохэй Ямамото |       |       |            |

#### BMX
Мужчины
| Соревнование | Спортсмены       | Квалификация | Квалификация | 1\4 финала | 1\4 финала  | 1\4 финала  | 1\4 финала  | 1\4 финала  | 1\4 финала  | 1\4 финала | 1\4 финала | 1\2 финала | 1\2 финала  | 1\2 финала  | 1\2 финала  | 1\2 финала | 1\2 финала | Финал | Финал | Место |
| Соревнование | Спортсмены       | Время        | Место        | Заезд      | 1 гонка     | 2 гонка     | 3 гонка     | 4 гонка     | 5 гонка     | Всего      | Место      | Заезд      | 1 гонка     | 2 гонка     | 3 гонка     | Всего      | Место      | Финал | Финал | Место |
| Соревнование | Спортсмены       | Время        | Место        | Заезд      | Время Место | Время Место | Время Место | Время Место | Время Место | Всего      | Место      | Заезд      | Время Место | Время Место | Время Место | Всего      | Место      | Время | Место | Место |
| ------------ | ---------------- | ------------ | ------------ | ---------- | ----------- | ----------- | ----------- | ----------- | ----------- | ---------- | ---------- | ---------- | ----------- | ----------- | ----------- | ---------- | ---------- | ----- | ----- | ----- |
| BMX          | Ёситаку Нагасако |              |              |            |             |             |             |             |             |            |            |            |             |             |             |            |            |       |       |       |

### Водные виды спорта

#### Водное поло

##### Мужчины
Мужская сборная Японии квалифицировалась на Игры, заняв первое место по итогам азиатской квалификации.
Состав
| Номер                  | Имя              | Дата рождения    | Рост, см | Вес, кг | Клуб         | Игры    | Голы    |
| Вратари                | Вратари          | Вратари          | Вратари  | Вратари | Вратари      | Вратари | Вратари |
| ---------------------- | ---------------- | ---------------- | -------- | ------- | ------------ | ------- | ------- |
| 1                      | Кацуюки Танамура | 3 августа 1989   | 184      | 84      | ВК Бурбон    |         |         |
| 13                     | Томоёси Фукусима | 3 июня 1993      | 177      | 75      | Ниппон Спорт |         |         |
| Защитники              |                  |                  |          |         |              |         |         |
| 6                      | Ацуто Иида       | 24 декабря 1993  | 181      | 82      | Ниппон Спорт |         |         |
| 10                     | Кэнъя Ясуда      | 29 марта 1989    | 182      | 77      | ВК Бурбон    |         |         |
| 11                     | Кэйго Окава      | 11 марта 1990    | 183      | 96      | Ниттаидаи    |         |         |
| Подвижные нападающие   |                  |                  |          |         |              |         |         |
| 2                      | Сэйя Адати       | 24 июня 1995     | 172      | 67      | Ниппон Спорт |         |         |
| 3                      | Ацуси Араи       | 3 февраля 1994   | 168      | 62      | Ниппон Спорт |         |         |
| 4                      | Мицуаки Сига     | 16 сентября 1991 | 177      | 75      | Ниттаидаи    |         |         |
| 8                      | Юки Кадоно       | 14 сентября 1990 | 177      | 72      | Ниттаидаи    |         |         |
| 9                      | Кодзи Такэи      | 30 июля 1990     | 176      | 78      | Ниттаидаи    |         |         |
| 12                     | Сёта Хадзуи      | 30 сентября 1986 | 177      | 77      | ВК Бурбон    |         |         |
| Центральные нападающие |                  |                  |          |         |              |         |         |
| 5                      | Акира Янасэ      | 11 августа 1988  | 190      | 95      | Ниттаидаи    |         |         |
| 7                      | Юсукэ Симидзу    | 7 сентября 1988  | 181      | 85      | ВК Бурбон    |         |         |

| Имя        | Гражданство | Дата рождения |
| ---------- | ----------- | ------------- |
| Ёдзи Омото | Япония      |               |

Результаты
Групповой этап (Группа A)
| Место | Команда   | И | В | Н | П | ГЗ | ГП | +/- | Очки |
| ----- | --------- | - | - | - | - | -- | -- | --- | ---- |
| 1     | Венгрия   | 5 | 2 | 3 | 0 | 57 | 43 | +14 | 7    |
| 2     | Греция    | 5 | 2 | 2 | 1 | 41 | 40 | +1  | 6    |
| 3     | Бразилия  | 5 | 3 | 0 | 2 | 40 | 39 | +1  | 6    |
| 4     | Сербия    | 5 | 2 | 2 | 1 | 49 | 44 | +5  | 6    |
| 5     | Австралия | 5 | 2 | 1 | 2 | 44 | 40 | +4  | 5    |
| 6     | Япония    | 5 | 0 | 0 | 5 | 36 | 61 | -25 | 0    |

| 6 августа 2016 13:00 UTC-3 | Протокол | Греция                                | 8:7  | Япония                                   | Водный центр имени Марии Ленк Судьи: Сергей Наумов Станко Ивановски |
| 6 августа 2016 13:00 UTC-3 | Протокол | Счёт по четвертям: 2:0, 2:3, 0:4, 4:0 |      |                                          | Водный центр имени Марии Ленк Судьи: Сергей Наумов Станко Ивановски |
| 6 августа 2016 13:00 UTC-3 | Протокол | Ангелос Влахопулос — 3                | Голы | 2 — Ацуси Араи, Кодзи Такэи, Кэйго Окава | Водный центр имени Марии Ленк Судьи: Сергей Наумов Станко Ивановски |

| 8 августа 2016 19:30 UTC-3 | Протокол | Япония                                     | 8:16 | Бразилия        | Водный центр имени Марии Ленк Судьи: Ненад Периш Шеви Бух |
| 8 августа 2016 19:30 UTC-3 | Протокол | Счёт по четвертям: 2:5, 1:3, 4:4, 1:4      |      |                 | Водный центр имени Марии Ленк Судьи: Ненад Периш Шеви Бух |
| 8 августа 2016 19:30 UTC-3 | Протокол | Мицуаки Сига, Кодзи Такэй, Кэйго Окава — 2 | Голы | 5 — Йосип Врлич | Водный центр имени Марии Ленк Судьи: Ненад Периш Шеви Бух |

| 10 августа 2016 09:00 UTC-3 | Протокол | Австралия                             | 8:6  | Япония                       | Водный центр имени Марии Ленк Судьи: Шеви Бух Джозеф Пейла |
| 10 августа 2016 09:00 UTC-3 | Протокол | Счёт по четвертям: 1:2, 2:1, 3:2, 2:1 |      |                              | Водный центр имени Марии Ленк Судьи: Шеви Бух Джозеф Пейла |
| 10 августа 2016 09:00 UTC-3 | Протокол | Джо Кайз — 4                          | Голы | 2 — Кодзи Такэй, Кэйго Окава | Водный центр имени Марии Ленк Судьи: Шеви Бух Джозеф Пейла |

| 12 августа 2016 | Венгрия | ' | Япония | Водный центр имени Марии Ленк |

| 14 августа 2016 | Сербия | ' | Япония | Олимпийский водный центр |

#### Плавание
В следующий раунд на каждой дистанции проходят спортсмены, показавшие лучший результат, независимо от места, занятого в своём заплыве.
Мужчины
| Дистанция                        | Спортсмены                                             | Предварительный раунд | Предварительный раунд | Предварительный раунд | Полуфинал                                              | Полуфинал                                              | Полуфинал                                              | Финал                | Финал                |
| Дистанция                        | Спортсмены                                             | Заплыв                | Результат             | Место                 | Заплыв                                                 | Результат                                              | Место                                                  | Результат            | Место                |
| -------------------------------- | ------------------------------------------------------ | --------------------- | --------------------- | --------------------- | ------------------------------------------------------ | ------------------------------------------------------ | ------------------------------------------------------ | -------------------- | -------------------- |
| 50 метров вольным стилем         | Кацуми Накамура                                        |                       |                       |                       |                                                        |                                                        |                                                        |                      |                      |
| 50 метров вольным стилем         | Синри Сиоура                                           |                       |                       |                       |                                                        |                                                        |                                                        |                      |                      |
| 100 метров вольным стилем        | Кацуми Накамура                                        | 6                     | 48,61                 | 17                    | завершил выступление                                   | завершил выступление                                   | завершил выступление                                   | завершил выступление | завершил выступление |
| 100 метров вольным стилем        | Синри Сиоура                                           | 7                     | 48,94                 | 27                    | завершил выступление                                   | завершил выступление                                   | завершил выступление                                   | завершил выступление | завершил выступление |
| 200 метров вольным стилем        | Косукэ Хагино                                          | 6                     | 1:46,19               | 7 Q                   | 2                                                      | 1:45,45                                                | 2 Q                                                    | 1:45,90              | 7                    |
| 400 метров вольным стилем        | Найто Эхара                                            | 5                     | 3:50,61               | 31                    | не проводится                                          | не проводится                                          | не проводится                                          | завершил выступление | завершил выступление |
| 100 метров баттерфляем           | Такуро Фудзии                                          |                       |                       |                       |                                                        |                                                        |                                                        |                      |                      |
| 200 метров баттерфляем           | Масато Сакаи                                           | 2                     | 1:55,76               | 6 Q                   | 1                                                      | 1:55,32                                                | 6 Q                                                    | 1:53,40              | 2                    |
| 200 метров баттерфляем           | Дайя Сэто                                              | 3                     | 1:55,79               | 8 Q                   | 1                                                      | 1:55,28                                                | 5 Q                                                    | 1:54,82              | 5                    |
| 100 метров на спине              | Рёсукэ Ириэ                                            | 5                     | 53,49                 | 8 Q                   | 1                                                      | 53,21                                                  | 7 Q                                                    | 53,42                | 7                    |
| 100 метров на спине              | Дзюнъя Хасэгава                                        | 5                     | 54,17                 | 19                    | завершил выступление                                   | завершил выступление                                   | завершил выступление                                   | завершил выступление | завершил выступление |
| 200 метров на спине              | Рёсукэ Ириэ                                            | 4                     | 1:56,61               | 8 Q                   |                                                        |                                                        |                                                        |                      |                      |
| 200 метров на спине              | Масаки Канэко                                          | 2                     | 1:57,19               | 13 Q                  |                                                        |                                                        |                                                        |                      |                      |
| 100 метров брассом               | Ясухиро Косэки                                         | 4                     | 58,91                 | 2 Q                   | 1                                                      | 59,23                                                  | 4 Q                                                    | 59,37                | 6                    |
| 100 метров брассом               | Иппэй Ватанабэ                                         | 5                     | 1:00,33               | 18                    | завершил выступление                                   | завершил выступление                                   | завершил выступление                                   | завершил выступление | завершил выступление |
| 200 метров брассом               | Иппэй Ватанабэ                                         | 4                     | 2:09,63               | 8 Q                   | 1                                                      | 2:07,22                                                | 1 Q                                                    |                      |                      |
| 200 метров брассом               | Ясухиро Косэки                                         | 3                     | 2:08,61               | 2 Q                   | 1                                                      | 2:07,91                                                | 4 Q                                                    |                      |                      |
| 200 метров комплексным плаванием | Хиромаса Фудзимори                                     | 4                     | 1:58,88               | 7 Q                   |                                                        |                                                        |                                                        |                      |                      |
| 200 метров комплексным плаванием | Косукэ Хагино                                          | 3                     | 1:58,79               | 6 Q                   |                                                        |                                                        |                                                        |                      |                      |
| 400 метров комплексным плаванием | Косукэ Хагино                                          | 3                     | 4:10,00               | 3 Q                   | не проводится                                          | не проводится                                          | не проводится                                          | 4:06,05 AR           | 1                    |
| 400 метров комплексным плаванием | Дайя Сэто                                              | 4                     | 4:08,47               | 2 Q                   | не проводится                                          | не проводится                                          | не проводится                                          | 4:09,71              | 3                    |
| Эстафета                         | Предварительный раунд                                  | Предварительный раунд | Предварительный раунд | Предварительный раунд | Финал                                                  | Финал                                                  | Финал                                                  | Финал                | Финал                |
| Эстафета                         | Состав                                                 | Заплыв                | Результат             | Место                 | Состав                                                 | Состав                                                 | Состав                                                 | Результат            | Место                |
| 4×100 метров вольным стилем      | Кацуми Накамура Синри Сиоура Кэндзи Кобасэ Дзюнъя Кога | 1                     | 3:14,17               | 8 Q                   | Кацуми Накамура Синри Сиоура Кэндзи Кобасэ Дзюнъя Кога | Кацуми Накамура Синри Сиоура Кэндзи Кобасэ Дзюнъя Кога | Кацуми Накамура Синри Сиоура Кэндзи Кобасэ Дзюнъя Кога | 3:14,48              | 8                    |
| 4×200 метров вольным стилем      | Косукэ Хагино Наито Эхара Юки Кобори Такэси Мацуда     | 2                     | 7:07,68               | 5 Q                   | Косукэ Хагино Наито Эхара Юки Кобори Такэси Мацуда     | Косукэ Хагино Наито Эхара Юки Кобори Такэси Мацуда     | Косукэ Хагино Наито Эхара Юки Кобори Такэси Мацуда     | 7:03,50              | 3                    |
| 4×100 метров комбинированная     |                                                        |                       |                       |                       |                                                        |                                                        |                                                        |                      |                      |

Открытая вода
| Дистанция     | Спортсмены    | Результат | Место | Отставание |
| ------------- | ------------- | --------- | ----- | ---------- |
| 10 километров | Ясунари Хираи |           |       |            |

Женщины
| Дистанция                        | Спортсмены                                                                         | Предварительный раунд | Предварительный раунд | Предварительный раунд | Полуфинал                                                                          | Полуфинал                                                                          | Полуфинал                                                                          | Финал                 | Финал                 |
| Дистанция                        | Спортсмены                                                                         | Заплыв                | Результат             | Место                 | Заплыв                                                                             | Результат                                                                          | Место                                                                              | Результат             | Место                 |
| -------------------------------- | ---------------------------------------------------------------------------------- | --------------------- | --------------------- | --------------------- | ---------------------------------------------------------------------------------- | ---------------------------------------------------------------------------------- | ---------------------------------------------------------------------------------- | --------------------- | --------------------- |
| 50 метров вольным стилем         | Рикако Икээ                                                                        |                       |                       |                       |                                                                                    |                                                                                    |                                                                                    |                       |                       |
| 50 метров вольным стилем         | Яёй Мацумото                                                                       |                       |                       |                       |                                                                                    |                                                                                    |                                                                                    |                       |                       |
| 100 метров вольным стилем        | Рикако Икээ                                                                        | 6                     | 54,50                 | 16 Q                  |                                                                                    |                                                                                    |                                                                                    |                       |                       |
| 100 метров вольным стилем        | Мики Утида                                                                         | 6                     | 54,50                 | 16 Q                  |                                                                                    |                                                                                    |                                                                                    |                       |                       |
| 200 метров вольным стилем        | Тихиро Игараси                                                                     | 6                     | 1:57,88               | 17                    | завершила выступление                                                              | завершила выступление                                                              | завершила выступление                                                              | завершила выступление | завершила выступление |
| 200 метров вольным стилем        | Рикако Икээ                                                                        | 5                     | 1:58,49               | 21                    | завершила выступление                                                              | завершила выступление                                                              | завершила выступление                                                              | завершила выступление | завершила выступление |
| 400 метров вольным стилем        | Тихиро Игараси                                                                     | 1                     | 4:07,52               | 12                    | не проводится                                                                      | не проводится                                                                      | не проводится                                                                      | завершила выступление | завершила выступление |
| 100 метров баттерфляем           | Рикако Икээ                                                                        | 6                     | 57,27                 | 7 Q                   | 1                                                                                  | 57,05                                                                              | 3 Q                                                                                | 56,86                 | 5                     |
| 100 метров баттерфляем           | Нацуми Хоси                                                                        | 3                     | 58,15                 | 14 Q                  | 2                                                                                  | 58,03                                                                              | 10                                                                                 | завершила выступление | завершила выступление |
| 200 метров баттерфляем           | Нацуми Хоси                                                                        | 3                     | 2:07,37               | 7 Q                   | 2                                                                                  | 2:06,74                                                                            | 4 Q                                                                                |                       |                       |
| 200 метров баттерфляем           | Судзука Хасэгава                                                                   | 2                     | 2:07,35               | 6 Q                   | 1                                                                                  | 2:07,33                                                                            | 9                                                                                  | завершила выступление | завершила выступление |
| 100 метров на спине              | Нацуми Сакаи                                                                       | 5                     | 1:01,74               | 26                    | завершила выступление                                                              | завершила выступление                                                              | завершила выступление                                                              | завершила выступление | завершила выступление |
| 200 метров на спине              | Нацуми Сакаи                                                                       |                       |                       |                       |                                                                                    |                                                                                    |                                                                                    |                       |                       |
| 100 метров брассом               | Сатоми Судзуки                                                                     | 6                     | 1:06,99               | 13 Q                  | 2                                                                                  | 1:07,18                                                                            | 12                                                                                 | завершила выступление | завершила выступление |
| 100 метров брассом               | Канако Ватанабэ                                                                    | 4                     | 1:07,22               | 16 Q                  | 1                                                                                  | 1:07,43                                                                            | 15                                                                                 | завершила выступление | завершила выступление |
| 200 метров брассом               | Риэ Канэто                                                                         | 3                     | 2:22,86               | 2 Q                   |                                                                                    |                                                                                    |                                                                                    |                       |                       |
| 200 метров брассом               | Канако Ватанабэ                                                                    | 2                     | 2:24,77               | 13 Q                  |                                                                                    |                                                                                    |                                                                                    |                       |                       |
| 200 метров комплексным плаванием | Михо Тэрамура                                                                      | 4                     | 2:10,34               | 5 Q                   | 2                                                                                  | 2:11,03                                                                            | 9                                                                                  | завершила выступление | завершила выступление |
| 200 метров комплексным плаванием | Руна Имаи                                                                          | 5                     | 2:11,78               | 11 Q                  | 2                                                                                  | 2:12,53                                                                            | 15                                                                                 | завершила выступление | завершила выступление |
| 400 метров комплексным плаванием | Сакико Симидзу                                                                     | 5                     | 4:34,66               | 7 Q                   | не проводится                                                                      | не проводится                                                                      | не проводится                                                                      | 4:38,06               | 8                     |
| 400 метров комплексным плаванием | Михо Такахаси                                                                      | 4                     | 4:37,33               | 10                    | не проводится                                                                      | не проводится                                                                      | не проводится                                                                      | завершила выступление | завершила выступление |
| Эстафета                         | Предварительный раунд                                                              | Предварительный раунд | Предварительный раунд | Предварительный раунд | Финал                                                                              | Финал                                                                              | Финал                                                                              | Финал                 | Финал                 |
| Эстафета                         | Состав                                                                             | Заплыв                | Результат             | Место                 | Состав                                                                             | Состав                                                                             | Состав                                                                             | Результат             | Место                 |
| 4×100 метров вольным стилем      | Мики Утида (53,93) Рикако Икээ (53,41) Мисаки Ямагути (54,87) Яёй Мацумото (54,53) | 1                     | 3:36,74               | 7 Q                   | Мики Утида (54,23) Рикако Икээ (53,98) Мисаки Ямагути (55,11) Яёй Мацумото (54,47) | Мики Утида (54,23) Рикако Икээ (53,98) Мисаки Ямагути (55,11) Яёй Мацумото (54,47) | Мики Утида (54,23) Рикако Икээ (53,98) Мисаки Ямагути (55,11) Яёй Мацумото (54,47) | 3:37,78               | 8                     |
| 4×200 метров вольным стилем      | Тихиро Игараси Рикако Икээ Томоми Аоки Сати Мотида                                 | 1                     | 7:52,50               | 7 Q                   |                                                                                    |                                                                                    |                                                                                    |                       |                       |
| 4×100 метров комбинированная     |                                                                                    |                       |                       |                       |                                                                                    |                                                                                    |                                                                                    |                       |                       |

Открытая вода
| Дистанция     | Спортсмены | Результат | Место | Отставание |
| ------------- | ---------- | --------- | ----- | ---------- |
| 10 километров | Юми Кида   |           |       |            |

#### Прыжки в воду
Мужчины
| Соревнование      | Спортсмены  | Предварительный раунд | Предварительный раунд | Полуфинал | Полуфинал | Финал     | Финал |
| Соревнование      | Спортсмены  | Результат             | Место                 | Результат | Место     | Результат | Место |
| ----------------- | ----------- | --------------------- | --------------------- | --------- | --------- | --------- | ----- |
| трамплин, 3 метра | Кэн Тэраути |                       |                       |           |           |           |       |
| трамплин, 3 метра | Сё Сакаи    |                       |                       |           |           |           |       |

Женщины
| Соревнование     | Спортсмены     | Предварительный раунд | Предварительный раунд | Полуфинал | Полуфинал | Финал     | Финал |
| Соревнование     | Спортсмены     | Результат             | Место                 | Результат | Место     | Результат | Место |
| ---------------- | -------------- | --------------------- | --------------------- | --------- | --------- | --------- | ----- |
| вышка, 10 метров | Минами Итахаси |                       |                       |           |           |           |       |

#### Синхронное плавание
По итогам квалификационного раунда в соревнованиях дуэтов в финал проходят 12 сильнейших сборных. В финале синхронистки исполняют только произвольную программу. Итоговая сумма складывается из результатов финальной произвольной программы и баллов, полученных дуэтами за техническую программу, исполненную в квалификационном раунде.
| Соревнование | Спортсмены | Квалификация          | Квалификация          | Квалификация           | Квалификация           | Квалификация  | Квалификация  | Финал                  | Финал                  | Итоговый результат | Итоговый результат |
| Соревнование | Спортсмены | Техническая программа | Техническая программа | Произвольная программа | Произвольная программа | Всего         | Всего         | Произвольная программа | Произвольная программа | Итоговый результат | Итоговый результат |
| Соревнование | Спортсмены | Баллы                 | Место                 | Баллы                  | Место                  | Баллы         | Место         | Баллы                  | Место                  | Баллы              | Место              |
| ------------ | --- | --------------------- | --------------------- | ---------------------- | ---------------------- | ------------- | ------------- | ---------------------- | ---------------------- | ------------------ | ------------------ |
| дуэты        | Юкико Инуи Рисако Мицуи                                                                                         | 93,1214               | 4                     | 94,4000                | 3                      | 187,5214      | 3             | 93,1214                | 94,9333                | 188,0547           | 3                  |
| группы       | Куруми Ёсида Юкико Инуи Кэи Марумо Рисако Мицуи Канами Накамаки Маи Накамура Кано Омата Айка Хакояма Айко Хаяси | 93,7723               | 3                     | Не проводится          | Не проводится          | Не проводится | Не проводится | 95,4333                | 3                      | 189,2056           | 3                  |

### Волейбол

#### Волейбол

##### Женщины
Женская сборная Японии квалифицировалась на Игры, став лучшей азиатской сборной по итогам мирового квалификационного турнира.
Состав команды
| Номер                   | Имя                     | Дата рождения           | Рост, см                | Клуб                    | Игры                    | Очки                    | Очки                    | Очки                    | Всего очков             |
| Номер                   | Имя                     | Дата рождения           | Рост, см                | Клуб                    | Игры                    | Атака                   | Подача                  | Блок                    | Всего очков             |
| Центральные блокирующие | Центральные блокирующие | Центральные блокирующие | Центральные блокирующие | Центральные блокирующие | Центральные блокирующие | Центральные блокирующие | Центральные блокирующие | Центральные блокирующие | Центральные блокирующие |
| ----------------------- | ----------------------- | ----------------------- | ----------------------- | ----------------------- | ----------------------- | ----------------------- | ----------------------- | ----------------------- | ----------------------- |
|                         |                         |                         |                         |                         |                         |                         |                         |                         |                         |
| Связующие               |                         |                         |                         |                         |                         |                         |                         |                         |                         |
|                         |                         |                         |                         |                         |                         |                         |                         |                         |                         |
| Диагональные            |                         |                         |                         |                         |                         |                         |                         |                         |                         |
|                         |                         |                         |                         |                         |                         |                         |                         |                         |                         |
| Доигровщики             |                         |                         |                         |                         |                         |                         |                         |                         |                         |
|                         |                         |                         |                         |                         |                         |                         |                         |                         |                         |
| Либеро                  |                         |                         |                         |                         |                         |                         |                         |                         |                         |
|                         |                         |                         |                         |                         |                         |                         |                         |                         |                         |

| Имя            | Гражданство | Дата рождения   |
| -------------- | ----------- | --------------- |
| Масаёси Манабэ | Япония      | 21 августа 1963 |

Результаты
Групповой этап (Группа A)
|                     | Матчи | Матчи | Очки | Сеты | Сеты | Сеты  | Мячи | Мячи | Мячи  |
| В                   | П     | В     | Очки | П    | В:П  | В     | П    | В:П  |       |
| ------------------- | ----- | ----- | ---- | ---- | ---- | ----- | ---- | ---- | ----- |
| 1. Бразилия         | 5     | 0     | 15   | 15   | 0    | max   | 377  | 272  | 1,386 |
| 2. Россия           | 4     | 1     | 12   | 12   | 4    | 3,000 | 393  | 323  | 1,217 |
| 3. Республика Корея | 3     | 2     | 9    | 10   | 7    | 1,429 | 384  | 372  | 1,032 |
| 4. Япония           | 2     | 3     | 6    | 7    | 9    | 0,778 | 347  | 364  | 0,953 |
| 5. Аргентина        | 1     | 4     | 2    | 3    | 14   | 0,214 | 319  | 407  | 0,784 |
| 6. Камерун          | 0     | 5     | 1    | 2    | 15   | 0,133 | 328  | 410  | 0,800 |

| 6 августа 2016 09:30 UTC-3 |

| Япония                                | 1:3  | Республика Корея |
| (25:19, 15:25, 17:25, 21:25) Протокол |      |                  |
| Мию Нагаока 19                        | Очки | 30 Ким Ён Кун    |

| Мараканазинью, Рио-де-Жанейро Зрителей: 5760 Судьи: Денни Сеспедес Патрисия Рольф |

| 8 августа 2016 11:35 UTC-3 |

| Япония                         | 3:0  | Камерун                  |
| (25:20, 25:15, 25:17) Протокол |      |                          |
| Мию Нагаока 16                 | Очки | 12 Кристель Нана Чуджанг |

| Мараканазинью, Рио-де-Жанейро Зрителей: 5400 Судьи: Рожерио Эсписальский Эрнан Гонсало Касамикела |

### Гимнастика

#### Спортивная гимнастика
В квалификационном раунде проходил отбор, как в финал командного многоборья, так и в финалы личных дисциплин. В финал индивидуального многоборья отбиралось 24 спортсмена с наивысшими результатами, а в финалы отдельных упражнений по 8 спортсменов, причём в финале личных дисциплин страна не могла быть представлена более, чем 2 спортсменами. В командном многоборье в квалификации на каждом снаряде выступали по 4 спортсмена, а в зачёт шли три лучших результата. В финале командных соревнований на каждом снаряде выступало по три спортсмена и все три результата шли в зачёт.
Мужчины
Многоборья
| Соревнование         | Спортсмены    | Квалификация        | Квалификация | Квалификация | Квалификация   | Квалификация        | Квалификация | Квалификация | Квалификация | Финал               | Финал  | Финал  | Финал          | Финал               | Финал       | Финал   | Финал |
| Соревнование         | Спортсмены    | Вольные выступления | Конь         | Кольца       | Опорный прыжок | Параллельные брусья | Перекладина  | Всего        | Место        | Вольные выступления | Конь   | Кольца | Опорный прыжок | Параллельные брусья | Перекладина | Всего   | Место |
| -------------------- | ------------- | ------------------- | ------------ | ------------ | -------------- | ------------------- | ------------ | ------------ | ------------ | ------------------- | ------ | ------ | -------------- | ------------------- | ----------- | ------- | ----- |
| личное многоборье    | Кохэй Утимура | 15,533              | 14,966       | 14,700       | 15,533         | 15,466              | 14,300       | 90,498       | 2 Q          | 15,766              | 14,900 | 14,733 | 15,566         | 15,600              | 15,800      | 92,365  | 1     |
| личное многоборье    | Рёхэй Като    | 15,033              | 14,800       | 13,966       | 14,933         | 15,500              | 15,000       | 89,232       | 6 Q          | 15,266              | 14,900 | 14,566 | 15,058         | 14,900              | 13,900      | 88,590  | 11    |
| командное многоборье | Рёхэй Като    | 15,033              | 14,800       | 13,966       | 14,933         | 15,500              | 15,000       |              |              | 15,466              | 14,933 |        | 15,000         | 15,500              | 15,066      |         |       |
| командное многоборье | Кэндзо Сираи  | 15,333              |              |              | 15,466         |                     |              |              |              | 16,133              |        |        | 15,633         |                     |             |         |       |
| командное многоборье | Юсукэ Танака  | 15,233              | 13,366       | 14,733       |                | 13,866              | 14,666       |              |              |                     |        | 14,933 |                | 15,900              | 15,166      |         |       |
| командное многоборье | Кохэй Утимура | 15,533              | 14,966       | 14,700       | 15,533         | 15,466              | 14,300       |              |              | 15,600              | 15,100 | 14,800 | 15,566         | 15,366              | 15,166      |         |       |
| командное многоборье | Кодзи Ямамуро |                     | 14,533       | 14,700       | 13,200         | 12,733              | 14,333       |              |              |                     | 13,900 | 14,866 |                |                     |             |         |       |
| командное многоборье | всего         | 46,099              | 44,299       | 44,133       | 45,932         | 44,832              | 43,999       | 269,294      | 4 Q          | 47,199              | 43,933 | 44,599 | 46,199         | 46,766              | 45,398      | 274,094 | 1     |

Индивидуальные упражнения
| Соревнование        | Спортсмены    | Квалификация | Квалификация | Финал                | Финал                |
| Соревнование        | Спортсмены    | Очки         | Место        | Очки                 | Место                |
| ------------------- | ------------- | ------------ | ------------ | -------------------- | -------------------- |
| вольные упражнения  | Кохэй Утимура | 15,533       | 3 Q          |                      |                      |
| вольные упражнения  | Кэндзо Сираи  | 15,333       | 6 Q          |                      |                      |
| вольные упражнения  | Юсукэ Танака  | 15,233       | 8            | завершил выступление | завершил выступление |
| вольные упражнения  | Рёхэй Като    | 15,033       | 16           | завершил выступление | завершил выступление |
| конь                | Кохэй Утимура | 14,966       | 14           | завершил выступление | завершил выступление |
| конь                | Рёхэй Като    | 14,800       | 18           | завершил выступление | завершил выступление |
| конь                | Кодзи Ямамуро | 14,533       | 24           | завершил выступление | завершил выступление |
| конь                | Юсукэ Танака  | 13,366       | 57           | завершил выступление | завершил выступление |
| кольца              | Юсукэ Танака  | 14,733       | 17           | завершил выступление | завершил выступление |
| кольца              | Кохэй Утимура | 14,700       | 20           | завершил выступление | завершил выступление |
| кольца              | Кодзи Ямамуро | 14,700       | 21           | завершил выступление | завершил выступление |
| кольца              | Рёхэй Като    | 13,966       | 49           | завершил выступление | завершил выступление |
| опорный прыжок      | Кэндзо Сираи  | 15,283       | 3 Q          |                      |                      |
| параллельные брусья | Рёхэй Като    | 15,500       | 8 Q          |                      |                      |
| параллельные брусья | Кохэй Утимура | 15,466       | 10           | завершил выступление | завершил выступление |
| параллельные брусья | Юсукэ Танака  | 13,866       | 55           | завершил выступление | завершил выступление |
| параллельные брусья | Кодзи Ямамуро | 12,733       | 66           | завершил выступление | завершил выступление |
| перекладина         | Рёхэй Като    | 15,000       | 11           | завершил выступление | завершил выступление |
| перекладина         | Юсукэ Танака  | 14,666       | 24           | завершил выступление | завершил выступление |
| перекладина         | Кодзи Ямамуро | 14,333       | 33           | завершил выступление | завершил выступление |
| перекладина         | Кохэй Утимура | 14,300       | 37           | завершил выступление | завершил выступление |

Женщины
Многоборья
| Соревнование         | Спортсмены     | Квалификация   | Квалификация        | Квалификация | Квалификация       | Квалификация | Квалификация | Финал                 | Финал                 | Финал                 | Финал                 | Финал                 | Финал                 |
| Соревнование         | Спортсмены     | Опорный прыжок | Разновысокие брусья | Бревно       | Вольные упражнения | Всего        | Место        | Опорный прыжок        | Разновысокие брусья   | Бревно                | Вольные упражнения    | Всего                 | Место                 |
| -------------------- | -------------- | -------------- | ------------------- | ------------ | ------------------ | ------------ | ------------ | --------------------- | --------------------- | --------------------- | --------------------- | --------------------- | --------------------- |
| личное многоборье    | Маи Мураками   | 14,700         | 14,166              | 13,833       | 14,566             | 57,265       | 9 Q          |                       |                       |                       |                       |                       |                       |
| личное многоборье    | Асука Тэрамото | 14,800         | 14,900              | 13,666       | 13,700             | 57,066       | 12 Q         |                       |                       |                       |                       |                       |                       |
| личное многоборье    | Айко Сугихара  | 14,300         | 14,400              | 14,133       | 14,033             | 56,866       | 16           | завершила выступление | завершила выступление | завершила выступление | завершила выступление | завершила выступление | завершила выступление |
| командное многоборье | Саэ Миякава    | 14,966         |                     |              | 13,266             |              |              | 15,066                |                       |                       | 13,908                |                       |                       |
| командное многоборье | Маи Мураками   | 14,700         | 14,166              | 13,833       | 14,566             |              |              | 14,833                |                       | 13,833                | 14,466                |                       |                       |
| командное многоборье | Айко Сугихара  | 14,300         | 14,400              | 14,133       | 14,033             |              |              |                       | 14,600                | 14,300                | 14,100                |                       |                       |
| командное многоборье | Асука Тэрамото | 14,800         | 14,900              | 13,666       | 13,700             |              |              | 14,933                | 14,866                | 14,466                |                       |                       |                       |
| командное многоборье | Юки Утияма     |                | 14,800              | 13,733       |                    |              |              |                       | 15,000                |                       |                       |                       |                       |
| командное многоборье | всего          | 44,466         | 44,100              | 41,699       | 42,299             | 172,564      | 6 Q          | 44,832                | 44,466                | 42,599                | 42,474                | 174,371               | 4                     |

Индивидуальные упражнения
| Соревнование        | Спортсмены     | Квалификация | Квалификация | Финал                 | Финал                 |
| Соревнование        | Спортсмены     | Очки         | Место        | Очки                  | Место                 |
| ------------------- | -------------- | ------------ | ------------ | --------------------- | --------------------- |
| опорный прыжок      | Саэ Миякава    | 14,366       | 16           | завершила выступление | завершила выступление |
| разновысокие брусья | Асука Тэрамото | 14,900       | 16           | завершила выступление | завершила выступление |
| разновысокие брусья | Юко Утияма     | 14,800       | 18           | завершила выступление | завершила выступление |
| разновысокие брусья | Айко Сугихара  | 14,400       | 33           | завершила выступление | завершила выступление |
| разновысокие брусья | Маи Мураками   | 14,166       | 38           | завершила выступление | завершила выступление |
| бревно              | Айко Сугихара  | 14,133       | 25           | завершила выступление | завершила выступление |
| бревно              | Маи Мураками   | 13,833       | 34           | завершила выступление | завершила выступление |
| бревно              | Юко Утияма     | 13,733       | 37           | завершила выступление | завершила выступление |
| бревно              | Асука Тэрамото | 13,666       | 39           | завершила выступление | завершила выступление |
| вольные упражнения  | Маи Мураками   | 14,566       | 8 Q          |                       |                       |
| вольные упражнения  | Айко Сугихара  | 14,033       | 21           | завершила выступление | завершила выступление |
| вольные упражнения  | Асука Тэрамото | 13,700       | 32           | завершила выступление | завершила выступление |
| вольные упражнения  | Саэ Миякава    | 13,266       | 49           | завершила выступление | завершила выступление |

#### Художественная гимнастика
Женщины
| Соревнование              | Спортсмены | Квалификация | Квалификация | Финал | Финал |
| Соревнование              | Спортсмены | Очки         | Место        | Очки  | Место |
| ------------------------- | ---------- | ------------ | ------------ | ----- | ----- |
| индивидуальное многоборье |            |              |              |       |       |
| групповое многоборье      |            |              |              |       |       |

#### Прыжки на батуте
Мужчины
| Соревнование      | Спортсмены | Квалификация | Квалификация | Финал | Финал |
| Соревнование      | Спортсмены | Очки         | Место        | Очки  | Место |
| ----------------- | ---------- | ------------ | ------------ | ----- | ----- |
| личное первенство |            |              |              |       |       |
|                   |            |              |              |       |       |

Женщины
| Соревнование      | Спортсмены | Квалификация | Квалификация | Финал | Финал |
| Соревнование      | Спортсмены | Очки         | Место        | Очки  | Место |
| ----------------- | ---------- | ------------ | ------------ | ----- | ----- |
| личное первенство |            |              |              |       |       |

### Гольф
Последний раз соревнования по гольфу в рамках Олимпийских игр проходили в 1904 году. Соревнования гольфистов пройдут на 18-луночном поле, со счётом 72 пар. Каждый участник пройдёт все 18 лунок по 4 раза.
Мужчины
| Соревнование | Спортсмены    | Первый раунд | Первый раунд | Второй раунд | Второй раунд | Третий раунд | Третий раунд | Четвёртый раунд | Четвёртый раунд | Итоговый результат | Итоговое место |
| Соревнование | Спортсмены    | Очки         | Место        | Очки         | Место        | Очки         | Место        | Очки            | Место           | Итоговый результат | Итоговое место |
| ------------ | ------------- | ------------ | ------------ | ------------ | ------------ | ------------ | ------------ | --------------- | --------------- | ------------------ | -------------- |
| мужчины      | Юта Икэда     |              |              |              |              |              |              |                 |                 |                    |                |
| мужчины      | Синго Катаяма |              |              |              |              |              |              |                 |                 |                    |                |

Женщины
| Соревнование | Спортсмены  | Первый раунд | Первый раунд | Второй раунд | Второй раунд | Третий раунд | Третий раунд | Четвёртый раунд | Четвёртый раунд | Итоговый результат | Итоговое место |
| Соревнование | Спортсмены  | Очки         | Место        | Очки         | Место        | Очки         | Место        | Очки            | Место           | Итоговый результат | Итоговое место |
| ------------ | ----------- | ------------ | ------------ | ------------ | ------------ | ------------ | ------------ | --------------- | --------------- | ------------------ | -------------- |
| женщины      | Хару Номура |              |              |              |              |              |              |                 |                 |                    |                |
| женщины      | Сихо Ояма   |              |              |              |              |              |              |                 |                 |                    |                |

### Гребля на байдарках и каноэ

#### Гребной слалом
Квалификационный раунд проходил в две попытки. Результат в каждой попытке складывался из времени, затраченного на прохождение трассы и суммы штрафных очков, которые спортсмен получал за неправильное прохождение ворот. Одно штрафное очко равнялось одной секунде. Из 2 попыток выбирался лучший результат, по результатам которого, выявлялись спортсмены с наименьшим количеством очков, которые проходили в следующий раунд. В полуфинале гребцы выполняли по одной попытки. В финал проходили спортсмены с наименьшим результатом.
Мужчины
| Соревнование      | Спортсмены                | Предварительный этап | Предварительный этап | Предварительный этап | Предварительный этап | Предварительный этап | Предварительный этап | Предварительный этап | Полуфинал             | Полуфинал             | Полуфинал             | Полуфинал             | Финал                 | Финал                 | Финал                 | Финал                 |
| Соревнование      | Спортсмены                | 1 попытка            | 1 попытка            | 1 попытка            | 2 попытка            | 2 попытка            | 2 попытка            | Место                | Полуфинал             | Полуфинал             | Полуфинал             | Полуфинал             | Финал                 | Финал                 | Финал                 | Финал                 |
| Соревнование      | Спортсмены                | Время                | Штраф                | Итог                 | Время                | Штраф                | Итог                 | Место                | Время                 | Штраф                 | Итог                  | Место                 | Время                 | Штраф                 | Итог                  | Место                 |
| ----------------- | ------------------------- | -------------------- | -------------------- | -------------------- | -------------------- | -------------------- | -------------------- | -------------------- | --------------------- | --------------------- | --------------------- | --------------------- | --------------------- | --------------------- | --------------------- | --------------------- |
| байдарки-одиночки | Кадзуки Ядзава            | 90,23                | 2                    | 92,23                | 92,08                | 6                    | 98,08                | 14 Q                 | 97,19                 | 0                     | 97,19                 | 11                    | завершил выступление  | завершил выступление  | завершил выступление  | завершил выступление  |
| каноэ-одиночки    | Такуя Ханэда              | 96,69                | 2                    | 98,69                | 94,58                | 0                    | 94,58                | 5 Q                  | 98,84                 | 0                     | 98,84                 | 6 Q                   | 97,57                 | 0                     | 97,57                 | 3                     |
| каноэ-двойки      | Цубаса Сасаки Сота Сасаки | 110,04               | 12                   | 122,04               | 113,04               | 6                    | 119,04               | 12                   | завершили выступление | завершили выступление | завершили выступление | завершили выступление | завершили выступление | завершили выступление | завершили выступление | завершили выступление |

Женщины
| Соревнование      | Спортсмены | Предварительный этап | Предварительный этап | Предварительный этап | Предварительный этап | Предварительный этап | Предварительный этап | Предварительный этап | Полуфинал             | Полуфинал             | Полуфинал             | Полуфинал             | Финал                 | Финал                 | Финал                 | Финал                 |
| Соревнование      | Спортсмены | 1 попытка            | 1 попытка            | 1 попытка            | 2 попытка            | 2 попытка            | 2 попытка            | Место                | Полуфинал             | Полуфинал             | Полуфинал             | Полуфинал             | Финал                 | Финал                 | Финал                 | Финал                 |
| Соревнование      | Спортсмены | Время                | Штраф                | Итог                 | Время                | Штраф                | Итог                 | Место                | Время                 | Штраф                 | Итог                  | Место                 | Время                 | Штраф                 | Итог                  | Место                 |
| ----------------- | ---------- | -------------------- | -------------------- | -------------------- | -------------------- | -------------------- | -------------------- | -------------------- | --------------------- | --------------------- | --------------------- | --------------------- | --------------------- | --------------------- | --------------------- | --------------------- |
| байдарки-одиночки | Аки Ядзава | 116,17               | 4                    | 120,17               | 122,00               | 6                    | 128,00               | 20                   | завершила выступление | завершила выступление | завершила выступление | завершила выступление | завершила выступление | завершила выступление | завершила выступление | завершила выступление |

### Дзюдо
Соревнования по дзюдо проводились по системе с выбыванием. В утешительные раунды попадали спортсмены, проигравшие полуфиналистам турнира. Два спортсмена, одержавших победу в утешительном раунде, в поединке за бронзу сражались с дзюдоистами, проигравшими в полуфинале.
Мужчины
| Категория    | Спортсмены       | 1/32 финала        | 1/16 финала              | 1/8 финала                | Четвертьфинал                 | Полуфинал                    | Финал                        | Место |
| Категория    | Спортсмены       | Соперник Результат | Соперник Результат       | Соперник Результат        | Соперник Результат            | Соперник Результат           | Соперник Результат           | Место |
| ------------ | ---------------- | ------------------ | ------------------------ | ------------------------- | ----------------------------- | ---------------------------- | ---------------------------- | ----- |
| до 60 кг     | Наохиса Такато   | не участвовал      | MONЯ. Сиккарди В 101:000 | CZEП. Петржиков В 100:000 | GEOА. Папинашвили П 000:100   | Утешительный турнир          | Утешительный турнир          | 3     |
| до 60 кг     | Наохиса Такато   | не участвовал      | MONЯ. Сиккарди В 101:000 | CZEП. Петржиков В 100:000 | GEOА. Папинашвили П 000:100   | KORКим Вон Джин В 001:000    | AZEО. Сафаров В 000s0:000s2  | 3     |
| до 66 кг     | Масаси Эбинума   | не участвовал      | BRAШ. Чибана В 101:000   | CHNМа Дуаньбинь В 111:000 | DOMВ. Матео В 111:000         | KORАн Ба Уль П 000:001       | За 3-е место                 | 3     |
| до 66 кг     | Масаси Эбинума   | не участвовал      | BRAШ. Чибана В 101:000   | CHNМа Дуаньбинь В 111:000 | DOMВ. Матео В 111:000         | KORАн Ба Уль П 000:001       | CANА. Бушар В 101:000        | 3     |
| до 73 кг     | Сёхэй Оно        | не участвовал      | CRCМ. Муррильо В 100:000 | UAEВ. Скворцов В 100:000  | GEOЛ. Шавдатуашвили В 010:000 | BELД. ван Тихелт В 111:000   | AZEР. Оруджев В 110:000      | 1     |
| до 81 кг     | Таканори Нагасэ  | не участвовал      | HUNЛ. Чокньяи В 001:000  | GABП. Кибикай В 100:000   | UAEС. Тома П 000:001          | Утешительный турнир          | Утешительный турнир          | 3     |
| до 81 кг     | Таканори Нагасэ  | не участвовал      | HUNЛ. Чокньяи В 001:000  | GABП. Кибикай В 100:000   | UAEС. Тома П 000:001          | CANА. Валуа-Фортье В 100:000 | GEOА. Чрикишвили В 001:000   | 3     |
| до 90 кг     | Масю Бейкер      | не участвовал      | GERМ. Оденталь В 100:000 | SRBА. Куколь В 100:000    | FRAА. Иддир В 100:000         | CHNЧэн Сюньчжао В 101:000    | GEOВ. Липартелиани В 001:000 | 1     |
| до 100 кг    | Рюносукэ Хага    |                    |                          |                           |                               |                              |                              |       |
| свыше 100 кг | Хисаёси Харасава |                    |                          |                           |                               |                              |                              |       |

Женщины
Первую олимпийскую медаль в дзюдо на Играх 2016 года для Японии принесла чемпионка мира 2014 года Ами Кондо, ставшая бронзовым призёром в категории до 48 кг. Перед началом соревнований японка была посеяна под 3-м номером, благодаря чему стартовала сразу со второго раунда. По ходу турнира Кондо одержала две досрочные победы, но в полуфинале уступила действующей чемпионке мира из Аргентины Пауле Парето. В схватке за третье место японской дзюдоистке противостояла лидер мирового рейтинга из Монголии Мунхбатын Уранцэцэг. За весь поединок только Кондо смогла совершить результативное действие (на оценку юко), благодаря чему и стала обладательницей бронзовой награды.
| Категория   | Спортсмены      | 1/16 финала           | 1/8 финала               | Четвертьфинал                 | Полуфинал                   | Финал                      | Место |
| Категория   | Спортсмены      | Соперник Результат    | Соперник Результат       | Соперник Результат            | Соперник Результат          | Соперник Результат         | Место |
| ----------- | --------------- | --------------------- | ------------------------ | ----------------------------- | --------------------------- | -------------------------- | ----- |
| до 48 кг    | Ами Кондо       | не участвовала        | MEXЭ. Каррильо В 101:000 | KAZГ. Отгонцэцэг В 100:010    | ARGП. Парето П 000:010      | За 3-е место               | 3     |
| до 48 кг    | Ами Кондо       | не участвовала        | MEXЭ. Каррильо В 101:000 | KAZГ. Отгонцэцэг В 100:010    | ARGП. Парето П 000:010      | MGLМ. Уранцэцэг В 001:000  | 3     |
| до 52 кг    | Мисато Накамура | не участвовала        | MGLА. Цолмон В 100:000   | RUSН. Кузютина В 100:000      | KOSМ. Кельменди П 000s1:000 | За 3-е место               | 3     |
| до 52 кг    | Мисато Накамура | не участвовала        | MGLА. Цолмон В 100:000   | RUSН. Кузютина В 100:000      | KOSМ. Кельменди П 000s1:000 | BRAЭ. Миранда В 001:000    | 3     |
| до 57 кг    | Каори Мацумото  | не участвовала        | CIVЗ. Дабонне В 101:000  | FRAО. Павья В 010:000         | MGLД. Сумъяа П 000:100      | За 3-е место               | 3     |
| до 57 кг    | Каори Мацумото  | не участвовала        | CIVЗ. Дабонне В 101:000  | FRAО. Павья В 010:000         | MGLД. Сумъяа П 000:100      | TPEЛянь Чжэньлин В 001:000 | 3     |
| до 63 кг    | Мику Тасиро     | не участвовала        | AUSК. Хекер В 111:000    | AUTК. Унтервурцахер В 001:000 | FRAК. Агбеньену П 000s1:000 | За 3-е место               | 5     |
| до 63 кг    | Мику Тасиро     | не участвовала        | AUSК. Хекер В 111:000    | AUTК. Унтервурцахер В 001:000 | FRAК. Агбеньену П 000s1:000 | ISRЯ. Джерби П 000:011     | 5     |
| до 70 кг    | Харука Татимото | CHNЧжоу Чао В 100:000 | NEDК. Поллинг В 002:001  | CANК. Зупанчич В 010:000      | GERЛ. Варгас-Кох В 010:000  | COLЮ. Альвеар В 100:000    | 1     |
| до 78 кг    | Мами Умэки      |                       |                          |                               |                             |                            |       |
| свыше 78 кг | Канаэ Ямабэ     |                       |                          |                               |                             |                            |       |

### Конный спорт
Выездка
Соревнования по выездке включали в себе три теста высшего уровня сложности по системе Международной федерации конного спорта (FEI): Большой Приз (англ. Grand Prix), Переездка Большого Приза (англ. Grand Prix Special) и КЮР Большого приза (англ. Grand Prix Freestyle). Итоговая оценка в каждом из тестов рассчитывалась, как среднее арифметическое значение оценок семи судей. В командный зачёт шли результаты Большого Приза и Переездки Большого Приза, а итоговая оценка рассчитывалась, как среднее значение оценок за два теста.
| Соревнование      | Спортсмены                                           | Большой Приз                       | Большой Приз | Переездка Большого Приза | Переездка Большого Приза | КЮР Большого Приза    | КЮР Большого Приза    | Всего     | Всего |
| Соревнование      | Спортсмены                                           | Результат                          | Место        | Результат                | Место                    | Результат             | Место                 | Результат | Место |
| ----------------- | ---------------------------------------------------- | ---------------------------------- | ------------ | ------------------------ | ------------------------ | --------------------- | --------------------- | --------- | ----- |
| личная выездка    | Киити Харада лошадь — Egistar                        | 68,286                             | 45           | завершил выступление     | завершил выступление     | завершил выступление  | завершил выступление  |           |       |
| личная выездка    | Юко Китаи лошадь — Don Lorean                        | 67,271                             | 48           | завершила выступление    | завершила выступление    | завершила выступление | завершила выступление |           |       |
| личная выездка    | Аканэ Куроки лошадь — Toots                          | 66,900                             | 50           | завершила выступление    | завершила выступление    | завершила выступление | завершила выступление |           |       |
| личная выездка    | Масанао Такахаси лошадь — Fabriano                   | 62,986                             | 58           | завершил выступление     | завершил выступление     | завершил выступление  | завершил выступление  |           |       |
| командная выездка | Киити Харада Юко Китаи Аканэ Куроки Масанао Такахаси | 67,486 68,286 67,271 66,900 62,986 | 11           | завершили выступление    | завершили выступление    | не проводится         | не проводится         |           |       |

Троеборье
Троеборье состоит из манежной езды, полевых испытаний и конкура. В выездке оценивается степень контроля всадника над лошадью и способность выполнить обязательные элементы выступления. Также при выступлении оценивается внешний вид лошади и всадника. Жюри выставляет, как положительные оценки за удачно выполненные упражнения, так и штрафные баллы за различного рода ошибки. После окончания выступления по специальной формуле вычисляется количество штрафных очков. Соревнования по кроссу требуют от лошади и её наездника высокой степени физической подготовленности и выносливости. Дистанция для кросса достаточно протяжённая и имеет множество препятствий различного типа. Штрафные очки во время кросса начисляются за сбитые препятствия, за превышение лимита времени и за опасную езду. В конкуре за каждое сбитое препятствие спортсмену начисляются 4 штрафных балла, а за превышение лимита времени 1 штрафное очко (за каждую каждую, сверх нормы времени, начатую секунду).
| Соревнование     | Спортсмены                              | Выездка | Кросс  | Кросс | Конкур | Конкур | Финальный конкур     | Финальный конкур     | Всего                | Всего                |
| Соревнование     | Спортсмены                              | Штраф   | Штраф  | Штраф | Штраф  | Штраф  | Штраф                | Штраф                | Всего                | Всего                |
| Соревнование     | Спортсмены                              | Баллы   | Прыжки | Время | Прыжки | Время  | Прыжки               | Время                | Результат            | Место                |
| ---------------- | --------------------------------------- | ------- | ------ | ----- | ------ | ------ | -------------------- | -------------------- | -------------------- | -------------------- |
| личное троеборье | Ёсиаки Оива лошадь — The Duke of Cavan  | 47,00   | 0,00   | 18,00 | 4      | 0,00   | 8                    | 0,00                 | 77,00                | 20                   |
| личное троеборье | Рюдзо Китадзима лошадь — Just Chocolate | 57,70   | 40,00  | 34,40 | DNS    | DNS    | завершил выступление | завершил выступление | завершил выступление | завершил выступление |

Конкур
В каждом из раундов спортсменам необходимо было пройти дистанцию с разным количеством препятствий и разным лимитом времени. За каждое сбитое препятствие спортсмену начислялось 4 штрафных балла, за превышение лимита времени 1 штрафное очко (за каждые 5 секунд). В финал личного первенства могло пройти только три спортсмена от одной страны. Командный конкур проводился в рамках второго и третьего раунда индивидуальной квалификации. В зачёт командных соревнований шли три лучших результата, показанные спортсменами во время личного первенства. Если спортсмен выбывал из индивидуальных соревнований после первого или второго раундов, то он всё равно продолжал свои выступления, но результаты при этом шли только в командный зачёт.
| Соревнование     | Спортсмены | Квалификация  | Квалификация  | Квалификация | Квалификация | Квалификация | Квалификация | Квалификация | Квалификация | Финал         | Финал         | Финал         | Финал         | Финал         | Итоговое место |
| Соревнование     | Спортсмены | 1 раунд       | 1 раунд       | 2 раунд      | Всего        | Всего        | 3 раунд      | Всего        | Всего        | Финал A       | Финал A       | Финал B       | Всего         | Всего         | Итоговое место |
| Соревнование     | Спортсмены | Штраф         | Место         | Штраф        | Штраф        | Место        | Штраф        | Штраф        | Место        | Штраф         | Место         | Штраф         | Штраф         | Место         | Итоговое место |
| ---------------- | ---------- | ------------- | ------------- | ------------ | ------------ | ------------ | ------------ | ------------ | ------------ | ------------- | ------------- | ------------- | ------------- | ------------- | -------------- |
| личный конкур    |            |               |               |              |              |              |              |              |              |               |               |               |               |               |                |
|                  |            |               |               |              |              |              |              |              |              |               |               |               |               |               |                |
|                  |            |               |               |              |              |              |              |              |              |               |               |               |               |               |                |
|                  |            |               |               |              |              |              |              |              |              |               |               |               |               |               |                |
| командный конкур |            | не проводится | не проводится |              |              |              |              |              |              | не проводится | не проводится | не проводится | не проводится | не проводится |                |

### Лёгкая атлетика
Мужчины
Беговые дисциплины
| Дисциплина                    | Спортсмен             | Предварительный раунд | Предварительный раунд | Предварительный раунд | Четвертьфиналы | Четвертьфиналы | Четвертьфиналы | Полуфиналы    | Полуфиналы    | Полуфиналы    | Финал | Финал |
| Дисциплина                    | Спортсмен             | Забег                 | Время                 | Место                 | Забег          | Время          | Место          | Забег         | Время         | Место         | Время | Место |
| ----------------------------- | --------------------- | --------------------- | --------------------- | --------------------- | -------------- | -------------- | -------------- | ------------- | ------------- | ------------- | ----- | ----- |
| бег на 100 метров             |                       |                       |                       |                       |                |                |                |               |               |               |       |       |
|                               |                       |                       |                       |                       |                |                |                |               |               |               |       |       |
| бег на 200 метров             |                       |                       |                       |                       |                |                |                |               |               |               |       |       |
|                               |                       |                       |                       |                       |                |                |                |               |               |               |       |       |
|                               |                       |                       |                       |                       |                |                |                |               |               |               |       |       |
| бег на 400 метров             |                       |                       |                       |                       | Не проводится  | Не проводится  | Не проводится  |               |               |               |       |       |
| бег на 5000 метров            |                       |                       |                       |                       | Не проводится  | Не проводится  | Не проводится  | Не проводится | Не проводится | Не проводится |       |       |
| бег на 5000 метров            |                       |                       |                       | Не проводится         |                |                |                |               |               |               |       |       |
| бег на 5000 метров            |                       |                       |                       | Не проводится         |                |                |                |               |               |               |       |       |
| бег на 10 000 метров          |                       | Не проводится         | Не проводится         | Не проводится         | Не проводится  | Не проводится  | Не проводится  | Не проводится | Не проводится | Не проводится |       |       |
| бег на 10 000 метров          | Не проводится         |                       |                       |                       |                |                |                |               |               |               |       |       |
| бег на 10 000 метров          | Не проводится         |                       |                       |                       |                |                |                |               |               |               |       |       |
| бег на 400 метров с барьерами |                       |                       |                       |                       | Не проводится  | Не проводится  | Не проводится  |               |               |               |       |       |
| бег на 400 метров с барьерами |                       |                       |                       | Не проводится         |                |                |                |               |               |               |       |       |
| бег на 400 метров с барьерами |                       |                       |                       | Не проводится         |                |                |                |               |               |               |       |       |
| Эстафета                      | Предварительный раунд | Предварительный раунд | Предварительный раунд | Предварительный раунд | Полуфинал      | Полуфинал      | Полуфинал      | Финал         | Финал         | Финал         | Финал | Финал |
| Эстафета                      | Состав                | Забег                 | Время                 | Место                 | Забег          | Время          | Место          | Состав        | Состав        | Состав        | Время | Место |
| эстафета 4×100 метров         |                       |                       |                       |                       | Не проводится  | Не проводится  | Не проводится  |               |               |               |       |       |

Шоссейные дисциплины
| Дисциплина              | Спортсмен          | Время | Место | Отставание |
| ----------------------- | ------------------ | ----- | ----- | ---------- |
| марафон                 | Суэхиро Исикава    |       |       |            |
| марафон                 | Хисанори Китадзима |       |       |            |
| марафон                 | Сатору Сасаки      |       |       |            |
| ходьба на 20 километров | Эйки Такахаси      |       |       |            |
| ходьба на 20 километров | Исаму Фудзисава    |       |       |            |
| ходьба на 20 километров |                    |       |       |            |
| ходьба на 50 километров | Такаюки Тании      |       |       |            |
| ходьба на 50 километров |                    |       |       |            |
| ходьба на 50 километров |                    |       |       |            |

Технические дисциплины
| Дисциплина      | Спортсмен | Квалификация | Квалификация | Финал     | Финал |
| Дисциплина      | Спортсмен | Результат    | Место        | Результат | Место |
| --------------- | --------- | ------------ | ------------ | --------- | ----- |
| прыжок в высоту |           |              |              |           |       |
| прыжок с шестом |           |              |              |           |       |
| метание копья   |           |              |              |           |       |

Женщины
Беговые дисциплины
| Дисциплина           | Спортсмен     | Предварительный раунд | Предварительный раунд | Предварительный раунд | Четвертьфиналы | Четвертьфиналы | Четвертьфиналы | Полуфиналы    | Полуфиналы    | Полуфиналы    | Финал | Финал |
| Дисциплина           | Спортсмен     | Забег                 | Время                 | Место                 | Забег          | Время          | Место          | Забег         | Время         | Место         | Время | Место |
| -------------------- | ------------- | --------------------- | --------------------- | --------------------- | -------------- | -------------- | -------------- | ------------- | ------------- | ------------- | ----- | ----- |
| бег на 100 метров    |               |                       |                       |                       |                |                |                |               |               |               |       |       |
| бег на 200 метров    |               |                       |                       |                       |                |                |                |               |               |               |       |       |
| бег на 5000 метров   |               |                       |                       |                       | Не проводится  | Не проводится  | Не проводится  | Не проводится | Не проводится | Не проводится |       |       |
| бег на 5000 метров   |               |                       |                       | Не проводится         |                |                |                |               |               |               |       |       |
| бег на 5000 метров   |               |                       |                       | Не проводится         |                |                |                |               |               |               |       |       |
| бег на 10 000 метров |               | Не проводится         | Не проводится         | Не проводится         | Не проводится  | Не проводится  | Не проводится  | Не проводится | Не проводится | Не проводится |       |       |
| бег на 10 000 метров | Не проводится |                       |                       |                       |                |                |                |               |               |               |       |       |
| бег на 10 000 метров | Не проводится |                       |                       |                       |                |                |                |               |               |               |       |       |

Шоссейные дисциплины
| Дисциплина              | Спортсмен     | Время | Место | Отставание |
| ----------------------- | ------------- | ----- | ----- | ---------- |
| марафон                 | Май Ито       |       |       |            |
| марафон                 | Томоми Танака |       |       |            |
| марафон                 | Каёко Фукуси  |       |       |            |
| ходьба на 20 километров |               |       |       |            |
|                         |               |       |       |            |
|                         |               |       |       |            |

Технические дисциплины
| Дисциплина     | Спортсмен | Квалификация | Квалификация | Финал     | Финал |
| Дисциплина     | Спортсмен | Результат    | Место        | Результат | Место |
| -------------- | --------- | ------------ | ------------ | --------- | ----- |
| прыжок в длину |           |              |              |           |       |
| метание копья  |           |              |              |           |       |

### Настольный теннис
Соревнования по настольному теннису проходили по системе плей-офф. Каждый матч продолжается до тех пор, пока один из теннисистов не выигрывает 4 партии. Сильнейшие 16 спортсменов начинали соревнования с третьего раунда, следующие 16 по рейтингу стартовали со второго раунда.
Мужчины
| Соревнование     | Спортсмены                              | Квалификация       | Первый раунд       | Второй раунд        | Третий раунд             | 1/8 финала                | 1/4 финала              | Полуфинал            | Финал                | Место                |
| Соревнование     | Спортсмены                              | Соперник Результат | Соперник Результат | Соперник Результат  | Соперник Результат       | Соперник Результат        | Соперник Результат      | Соперник Результат   | Соперник Результат   | Место                |
| ---------------- | --------------------------------------- | ------------------ | ------------------ | ------------------- | ------------------------ | ------------------------- | ----------------------- | -------------------- | -------------------- | -------------------- |
| одиночный разряд | Дзюн Мидзутани (4)                      | не участвовал      | не участвовал      | не участвовал       | GREП. Гьонис (19) В 4:1  | BRAУ. Кальдерано В 4:2    | PORМ. Фрейташ (8) В 4:2 | CHNМа Лун П 2:4      | BLRВ. Самсонов В 4:1 | 3                    |
| одиночный разряд | Коки Нива (17)                          | не участвовал      | не участвовал      | NGRС. Ториола В 4:2 | AUTШ. Фегерль (16) В 4:1 | HKGВон Чаньтхин (6) В 4:3 | CHNЧжан Цзикэ (2) П 1:4 | завершил выступление | завершил выступление | завершил выступление |
| командный разряд | Коки Нива Дзюн Мидзутани Махару Ёсимура | Не проводится      | Не проводится      | Не проводится       | Не проводится            | Польша · В 3:2            | Гонконг · В 3:1         | Германия · В 3:1     | Китай · П 1:3        | 2                    |

Женщины
| Соревнование     | Спортсмены                          | Квалификация       | Первый раунд       | Второй раунд       | Третий раунд            | 1/8 финала               | 1/4 финала               | Полуфинал             | Финал                   | Место                 |
| Соревнование     | Спортсмены                          | Соперник Результат | Соперник Результат | Соперник Результат | Соперник Результат      | Соперник Результат       | Соперник Результат       | Соперник Результат    | Соперник Результат      | Место                 |
| ---------------- | ----------------------------------- | ------------------ | ------------------ | ------------------ | ----------------------- | ------------------------ | ------------------------ | --------------------- | ----------------------- | --------------------- |
| одиночный разряд | Ай Фукухара (6)                     | не участвовала     | не участвовала     | не участвовала     | ROUД. Додян В 4:0       | PRKЛи Мён Сун (21) В 4:0 | SINФэн Тяньвэй (2) В 4:0 | CHNЛи Сяося (3) П 0:4 | За 3-е место            | 4                     |
| одиночный разряд | Ай Фукухара (6)                     | не участвовала     | не участвовала     | не участвовала     | ROUД. Додян В 4:0       | PRKЛи Мён Сун (21) В 4:0 | SINФэн Тяньвэй (2) В 4:0 | CHNЛи Сяося (3) П 0:4 | PRKКим Сон И (27) П 1:4 | 4                     |
| одиночный разряд | Касуми Исикава (4)                  | не участвовала     | не участвовала     | не участвовала     | PRKКим Сон И (27) П 3:4 | завершила выступление    | завершила выступление    | завершила выступление | завершила выступление   | завершила выступление |
| командный разряд | Касуми Исикава Ай Фукухара Мима Ито | Не проводится      | Не проводится      | Не проводится      | Не проводится           | Польша · В 3:0           | Австрия · В 3:0          | Германия · П 2:3      | Сингапур · В 3:1        | 3                     |

### Парусный спорт
Соревнования по парусному спорту в каждом из классов состояли из 10 или 12 гонок. Каждую гонку спортсмены начинали с общего старта. Победителем становился экипаж, первым пересекший финишную черту. Количество очков, идущих в общий зачёт, соответствовало занятому командой месту. 10 лучших экипажей по результатам 10 заплывов попадали в медальную гонку, результаты которой также шли в общий зачёт. В медальной гонке, очки, полученные экипажем удваивались. В случае если участник соревнований не смог завершить гонку ему начислялось количество очков, равное количеству участников плюс один. При итоговом подсчёте очков не учитывался худший результат, показанный экипажем в одной из гонок. Сборная, набравшая наименьшее количество очков, становится олимпийским чемпионом.
Мужчины
| Класс | Спортсмены | Гонка | Гонка | Гонка | Гонка | Гонка | Гонка | Гонка | Гонка | Гонка | Гонка | Гонка         | Гонка         | Гонка | Очки | Место |
| Класс | Спортсмены | 1     | 2     | 3     | 4     | 5     | 6     | 7     | 8     | 9     | 10    | 11            | 12            | M     | Очки | Место |
| ----- | ---------- | ----- | ----- | ----- | ----- | ----- | ----- | ----- | ----- | ----- | ----- | ------------- | ------------- | ----- | ---- | ----- |
| RS:X  |            |       |       |       |       |       |       |       |       |       |       | не проводится | не проводится |       |      |       |
| 470   |            |       |       |       |       |       |       |       |       |       |       | не проводится | не проводится |       |      |       |
| 49-й  |            |       |       |       |       |       |       |       |       |       |       |               |               |       |      |       |

Женщины
| Класс        | Спортсменка  | Гонка | Гонка | Гонка | Гонка | Гонка | Гонка | Гонка  | Гонка | Гонка | Гонка | Гонка         | Гонка         | Гонка          | Очки | Место |
| Класс        | Спортсменка  | 1     | 2     | 3     | 4     | 5     | 6     | 7      | 8     | 9     | 10    | 11            | 12            | M              | Очки | Место |
| ------------ | ------------ | ----- | ----- | ----- | ----- | ----- | ----- | ------ | ----- | ----- | ----- | ------------- | ------------- | -------------- | ---- | ----- |
| RS:X         | Мэгуми Исэда | 23    | 22    | 19    | 22    | 15    | 14    | 27 DNF | 13    | 19    | 13    | 18            | 20            | не участвовала | 198  | 20    |
| 470          |              |       |       |       |       |       |       |        |       |       |       | не проводится | не проводится |                |      |       |
| Лазер Радиал |              |       |       |       |       |       |       |        |       |       |       | не проводится | не проводится |                |      |       |
| 49-й FX      |              |       |       |       |       |       |       |        |       |       |       |               |               |                |      |       |

### Регби-7

#### Мужчины
Мужская сборная Японии квалифицировалась на Игры, заняв первое место по итогам чемпионата Азии 2015.
Состав
Результаты
Групповой этап (Группа C)
| Место | Команда        | И | В | Н | П | ОЗ | ОП | +/- | Очки |
| ----- | -------------- | - | - | - | - | -- | -- | --- | ---- |
| 1     | Великобритания | 3 | 3 | 0 | 0 | 73 | 45 | +28 | 9    |
| 2     | Япония         | 3 | 2 | 0 | 1 | 64 | 40 | +24 | 7    |
| 3     | Новая Зеландия | 3 | 1 | 0 | 2 | 59 | 40 | +19 | 5    |
| 4     | Кения          | 3 | 0 | 0 | 3 | 19 | 90 | -71 | 3    |

| 9 августа 2016 12:30 UTC-3                                           | \| Новая Зеландия \| 12:14 (7:7, 5:7) Протокол \| Япония \| \| Скотт Карри 6' · Акира Иоанне 10' · Гиллис Кака 6' · Гиллис Кака 11' \| Голы \| Тэруя Гото 4' · Камэли Соэдзима 13' · Ломано Лемеки 4' · Кацуюки Сакаи 13' \| | Стадион Деодоро, Рио-де-Жанейро Судьи: Мариус ван дер Вестхёйзен           |
| Новая Зеландия                                                       | 12:14 (7:7, 5:7) Протокол | Япония                                                                     |
| Скотт Карри 6' · Акира Иоанне 10' · Гиллис Кака 6' · Гиллис Кака 11' | Голы | Тэруя Гото 4' · Камэли Соэдзима 13' · Ломано Лемеки 4' · Кацуюки Сакаи 13' |

| 9 августа 2016 17:00 UTC-3                                           | \| Великобритания \| 21:19 (14:7, 7:12) Протокол \| Япония \| \| Джеймс Родуэлл 2', 3' · Маркус Уотсон 14' · Том Митчелл 2', 3', 14+' \| Голы \| Ломано Лемеки 7', 14+' · Кацуюки Сакаи 12' · Кадзухиро Гойя 7' · Кацуюки Сакаи 12' · Кацуюки Сакаи 14+' \| | Стадион Деодоро, Рио-де-Жанейро Судьи: Ник Бриан                                                        |
| Великобритания                                                       | 21:19 (14:7, 7:12) Протокол | Япония                                                                                                  |
| Джеймс Родуэлл 2', 3' · Маркус Уотсон 14' · Том Митчелл 2', 3', 14+' | Голы | Ломано Лемеки 7', 14+' · Кацуюки Сакаи 12' · Кадзухиро Гойя 7' · Кацуюки Сакаи 12' · Кацуюки Сакаи 14+' |

| 10 августа 2016 12:00 UTC-3         | \| Кения \| 7:31 (7:14, 0:17) Протокол \| Япония \| \| Коллинз Инджера 4' · Сэмюэл Олих 5' \| Голы \| Кадзюси Хано 2' · Ломано Лемеки 7+', 14' · Кадзухиро Гойя 9' · Штрафная попытка 11' · Кадзухиро Гойя 2', 7+', 11' · Кадзухиро Гойя 9' 14' \| | Стадион Деодоро, Рио-де-Жанейро Судьи: Мэттью О'Брайен                                                                                    |
| Кения                               | 7:31 (7:14, 0:17) Протокол | Япония |
| Коллинз Инджера 4' · Сэмюэл Олих 5' | Голы | Кадзюси Хано 2' · Ломано Лемеки 7+', 14' · Кадзухиро Гойя 9' · Штрафная попытка 11' · Кадзухиро Гойя 2', 7+', 11' · Кадзухиро Гойя 9' 14' |

 Четвертьфинал
| 10 августа 2016 17:30 UTC-3                                             | \| Япония \| 12:7 (0:7, 12:0) Протокол \| Франция \| \| Лоте Тукири 8' · Тэруя Гото 14' · Кацуюки Сакаи 14+' · Кацуюки Сакаи 8' \| Голы \| Дамьен Клер 4' · Терри Бурауа 5' \| | Стадион Деодоро, Рио-де-Жанейро Судьи: Ричард Келли |
| Япония                                                                  | 12:7 (0:7, 12:0) Протокол | Франция                                             |
| Лоте Тукири 8' · Тэруя Гото 14' · Кацуюки Сакаи 14+' · Кацуюки Сакаи 8' | Голы | Дамьен Клер 4' · Терри Бурауа 5'                    |

#### Женщины
Женская сборная Японии квалифицировалась на Игры, заняв первое место по итогам чемпионата Азии 2015.
Состав
| Номер | Имя             | Дата рождения | Рост, см | Вес, кг | Клуб                | Игры | Очки    | Очки       | Очки     | Очки  |
| Номер | Имя             | Дата рождения | Рост, см | Вес, кг | Клуб                | Игры | Попытки | Реализации | Штрафные | Всего |
| ----- | --------------- | ------------- | -------- | ------- | ------------------- | ---- | ------- | ---------- | -------- | ----- |
| 1     | Тихара Накамура | 25.04.1988    | 163      | 63      | Арукас Куин Камагая | 5    | 0       | 0          | 0        | 0     |
| 2     | Макико Томита   | 02.08.1991    | 170      | 68      | Сэтагая Лэдис       | 2    | 0       | 0          | 0        | 0     |
| 3     | Норико Танигути | 07.09.1992    | 166      | 66      | Арукас Куин Камагая | 4    | 0       | 0          | 0        | 0     |
| 4     | Мио Яманака     | 27.10.1995    | 157      | 56      | Арукас Куин Камагая | 5    | 0       | 1/2        | 0        | 2     |
| 5     | Аяка Судзуки    | 30.09.1989    | 168      | 65      | Арукас Куин Камагая | 5    | 0       | 0          | 0        | 0     |
| 6     | Ано Кувай       | 20.10.1989    | 172      | 70      | Арукас Куин Камагая | 4    | 2       | 0          | 0        | 10    |
| 7     | Мариэ Ямагути   | 22.10.1989    | 159      | 58      | Ругёрл-7 Токио      | 5    | 3       | 0          | 0        | 15    |
| 8     | Тисато Ёкоо     | 22.05.1992    | 164      | 60      | РК Токио Феникс     | 5    | 0       | 0          | 0        | 0     |
| 9     | Мифую Койдэ     | 21.12.1995    | 165      | 59      | Арукас Куин Камагая | 5    | 0       | 0          | 0        | 0     |
| 10    | Юмэ Окурода     | 06.07.1994    | 157      | 62      | Арукас Куин Камагая | 5    | 1       | 1/5        | 0        | 7     |
| 11    | Юка Канэмацу    | 17.06.1982    | 159      | 59      | РФК Нагоя Лэдис     | 2    | 1       | 0          | 0        | 5     |
| 12    | Кана Мицуги     | 28.06.1992    | 172      | 72      | Арукас Куин Камагая | 5    | 0       | 0          | 0        | 0     |
| 13    | Ая Такэути      | 05.08.1986    | 164      | 60      | Арукас Куин Камагая | 2    | 0       | 0          | 0        | 0     |

| Должность      | Имя          | Гражданство | Дата рождения |
| -------------- | ------------ | ----------- | ------------- |
| Главный тренер | Кэйко Асами  | Япония      |               |
| Менеджер       | Аканэ Кагава | Япония      |               |

Результаты
Групповой этап (Группа C)
| Место | Команда        | И | В | Н | П | ОЗ | ОП  | +/-  | Очки |
| ----- | -------------- | - | - | - | - | -- | --- | ---- | ---- |
| 1     | Великобритания | 3 | 3 | 0 | 0 | 91 | 3   | +88  | 9    |
| 2     | Канада         | 3 | 2 | 0 | 1 | 83 | 22  | +61  | 7    |
| 3     | Бразилия       | 3 | 1 | 0 | 2 | 29 | 77  | -48  | 5    |
| 4     | Япония         | 3 | 0 | 0 | 3 | 10 | 111 | -101 | 3    |

| 6 августа 2016 12:30 UTC-3 | \| Канада \| 45:0 (26:0, 19:0) Протокол \| Япония \| \| Жислен Ландри 1', 6' · Кайла Молески 3' · Бьянка Фарелла 4', 9' · Бриттани Бенн 13' · Наташа Уотчем-Рой 14+' · Жислен Ландри 1', 3', 6' · Келли Расселл 13', 14+' · Жислен Ландри 5' · Келли Расселл 9' \| Голы \| \| | Стадион Деодоро, Рио-де-Жанейро Судьи: Джеймс Болабиу |
| Канада | 45:0 (26:0, 19:0) Протокол | Япония                                                |
| Жислен Ландри 1', 6' · Кайла Молески 3' · Бьянка Фарелла 4', 9' · Бриттани Бенн 13' · Наташа Уотчем-Рой 14+' · Жислен Ландри 1', 3', 6' · Келли Расселл 13', 14+' · Жислен Ландри 5' · Келли Расселл 9' | Голы |                                                       |

| 6 августа 2016 17:00 UTC-3 | \| Великобритания \| 40:0 (26:0, 14:0) Протокол \| Япония \| \| Эми Уилсон Харди 1' · Элис Ричардсон 4' · Джоанна Уотмор 6' · Кейти Маклин 7+' · Эмили Скотт 10' · Хизер Фишер 13' · Элис Ричардсон 1', 4', 6' · Эмили Скотт 10', 13' · Кейти Маклин 7+' \| Голы \| \| | Стадион Деодоро, Рио-де-Жанейро Судьи: Раста Расивинье |
| Великобритания | 40:0 (26:0, 14:0) Протокол | Япония                                                 |
| Эми Уилсон Харди 1' · Элис Ричардсон 4' · Джоанна Уотмор 6' · Кейти Маклин 7+' · Эмили Скотт 10' · Хизер Фишер 13' · Элис Ричардсон 1', 4', 6' · Эмили Скотт 10', 13' · Кейти Маклин 7+' | Голы |                                                        |

| 7 августа 2016 12:00 UTC-3 | \| Бразилия \| 26:10 (5:5, 21:5) Протокол \| Япония \| \| Паула Ишибаши 2' · Беатрис Мульбауэр 10', 14+' · Аманда Араужо 12' · Ракель Кошан 10', 13' · Таис Балькони 14+' · Ракель Кошан 2' \| Голы \| Ано Кувай 7' · Мариэ Ямагути 8' · Юмэ Окурода 7' 9' \| | Стадион Деодоро, Рио-де-Жанейро Судьи: Габриэль Ли  |
| Бразилия | 26:10 (5:5, 21:5) Протокол | Япония                                              |
| Паула Ишибаши 2' · Беатрис Мульбауэр 10', 14+' · Аманда Араужо 12' · Ракель Кошан 10', 13' · Таис Балькони 14+' · Ракель Кошан 2' | Голы | Ано Кувай 7' · Мариэ Ямагути 8' · Юмэ Окурода 7' 9' |

Полуфинал за 9-12-е места
| 7 августа 2016 16:30 UTC-3 | \| Кения \| 0:24 (0:12, 0:12) Протокол \| Япония \| \| \| Голы \| Мари Ямагути 2', 6' · Ано Кувай 8' · Юка Канэмацу 13' · Юмэ Окурода 3' · Мио Яманака 14' · Юмэ Окурода 7' · Мио Яманака 9' \| | Стадион Деодоро, Рио-де-Жанейро Судьи: Эйми Барретт                                                                        |
| Кения                      | 0:24 (0:12, 0:12) Протокол | Япония |
|                            | Голы | Мари Ямагути 2', 6' · Ано Кувай 8' · Юка Канэмацу 13' · Юмэ Окурода 3' · Мио Яманака 14' · Юмэ Окурода 7' · Мио Яманака 9' |

Матч за 9-е место
| 8 августа 2016 | \| Бразилия \| 33:5 (12:5, 21:0) Протокол \| Япония \| \| Беатрис Мульбауэр 5' · Луиза Кампос 7+' · Паула Исибаси 8' · Алине Скатрут 10' · Исадора Серульо 14' · Ракель Кошан 6', 8', 10', 14' · Ракель Кошан 7+' \| Голы \| Юмэ Окурода 3' · Юмэ Окурода 4' \| | Стадион Деодоро, Рио-де-Жанейро Судьи: Альхамбра Ньевас |
| Бразилия | 33:5 (12:5, 21:0) Протокол | Япония                                                  |
| Беатрис Мульбауэр 5' · Луиза Кампос 7+' · Паула Исибаси 8' · Алине Скатрут 10' · Исадора Серульо 14' · Ракель Кошан 6', 8', 10', 14' · Ракель Кошан 7+' | Голы | Юмэ Окурода 3' · Юмэ Окурода 4'                         |

Итог: женская сборная Японии по регби-7 по результатам олимпийского турнира заняла 10-е место.

### Современное пятиборье
Современное пятиборье включает в себя: стрельбу, плавание, фехтование, верховую езду и бег. Как и на предыдущих Играх бег и стрельба были объединены в один вид — комбайн. В комбайне спортсмены стартовали с гандикапом, набранным за предыдущие три дисциплины (4 очка = 1 секунда). Олимпийским чемпионом становится спортсмен, который пересекает финишную линию первым.
Мужчины
| Соревнование      | Спортсмены   | Фехтование | Фехтование | Фехтование | Плавание | Плавание | Плавание | Верховая езда | Верховая езда | Верховая езда | Комбайн | Комбайн | Комбайн | Всего     | Всего |
| Соревнование      | Спортсмены   | Побед      | Очки       | Место      | Время    | Очки     | Место    | Штраф         | Очки          | Место         | Время   | Очки    | Место   | Результат | Место |
| ----------------- | ------------ | ---------- | ---------- | ---------- | -------- | -------- | -------- | ------------- | ------------- | ------------- | ------- | ------- | ------- | --------- | ----- |
| личное первенство | Томоя Мигути |            |            |            |          |          |          |               |               |               |         |         |         |           |       |

Женщины
| Соревнование      | Спортсмены      | Фехтование | Фехтование | Фехтование | Плавание | Плавание | Плавание | Верховая езда | Верховая езда | Верховая езда | Комбайн | Комбайн | Комбайн | Всего     | Всего |
| Соревнование      | Спортсмены      | Побед      | Очки       | Место      | Время    | Очки     | Место    | Штраф         | Очки          | Место         | Время   | Очки    | Место   | Результат | Место |
| ----------------- | --------------- | ---------- | ---------- | ---------- | -------- | -------- | -------- | ------------- | ------------- | ------------- | ------- | ------- | ------- | --------- | ----- |
| личное первенство | Нацуми Томонага |            |            |            |          |          |          |               |               |               |         |         |         |           |       |

### Стрельба
В январе 2013 года Международная федерация спортивной стрельбы приняла новые правила проведения соревнований на 2013—2016 года, которые, в частности, изменили порядок проведения финалов. Во многих дисциплинах спортсмены, прошедшие в финал, теперь начинают решающий раунд без очков, набранных в квалификации, а финал проходит по системе с выбыванием. Также в финалах после каждого раунда стрельбы из дальнейшей борьбы выбывает спортсмен с наименьшим количеством баллов. В скоростном пистолете решающие поединки проходят по системе попал-промах. В стендовой стрельбе добавился полуфинальный раунд, где определяются по два участника финального матча и поединка за третье место.
Мужчины
| Соревнование                          | Спортсмены        | Квалификация | Квалификация | Полуфинал     | Полуфинал     | Финал                | Финал                |
| Соревнование                          | Спортсмены        | Результат    | Место        | Результат     | Место         | Соперник/ Результат  | Место                |
| ------------------------------------- | ----------------- | ------------ | ------------ | ------------- | ------------- | -------------------- | -------------------- |
| пневматическая винтовка, 10 метров    | Наоя Окада        | 622,6        | 20           | не проводится | не проводится | завершил выступление | завершил выступление |
| пневматическая винтовка, 10 метров    | Тосикадзу Ямасита | 619,5        | 36           | не проводится | не проводится | завершил выступление | завершил выступление |
| винтовка лёжа, 50 метров              | Тосикадзу Ямасита |              |              | не проводится | не проводится |                      |                      |
| винтовка из трёх положений, 50 метров | Тосикадзу Ямасита |              |              | не проводится | не проводится |                      |                      |
| пневматический пистолет, 10 метров    | Томоюки Мацуда    | 576          | 22           | не проводится | не проводится | завершил выступление | завершил выступление |
| скорострельный пистолет, 25 метров    | Тэруёси Акияма    |              |              | не проводится | не проводится |                      |                      |
| скорострельный пистолет, 25 метров    | Эйта Мори         |              |              | не проводится | не проводится |                      |                      |
| пистолет, 50 метров                   | Томоюки Мацуда    | 550          | 19           | не проводится | не проводится | завершил выступление | завершил выступление |

Женщины
| Соревнование                       | Спортсмены    | Квалификация | Квалификация | Полуфинал             | Полуфинал             | Финал                 | Финал                 |
| Соревнование                       | Спортсмены    | Результат    | Место        | Результат             | Место                 | Соперник/ Результат   | Место                 |
| ---------------------------------- | ------------- | ------------ | ------------ | --------------------- | --------------------- | --------------------- | --------------------- |
| пневматический пистолет, 10 метров | Акико Сато    | 369          | 42           | не проводится         | не проводится         | завершила выступление | завершила выступление |
| пистолет, 25 метров                | Акико Сато    | 565          | 34           | завершила выступление | завершила выступление | завершила выступление | завершила выступление |
| трап                               | Юкиэ Накаяма  | 61           | 20           | завершила выступление | завершила выступление | завершила выступление | завершила выступление |
| скит                               | Наоко Исихара |              |              |                       |                       |                       |                       |

### Стрельба из лука
В квалификации соревнований лучники выполняют 12 серий выстрелов по 6 стрел с расстояния 70-ти метров. По итогам предварительного раунда составляется сетка плей-офф, где в 1/32 финала 1-й номер посева встречается с 64-м, 2-й с 63-м и.т.д. В поединках на выбывание спортсмены выполняют по три выстрела. Участник, набравший за эту серию больше очков получает 2 очка. Если же оба лучника набрали одинаковое количество баллов, то они получают по одному очку. Победителем пары становится лучник, первым набравший 6 очков.
Мужчины
| Соревнование              | Спортсмены        | Квалификация | Квалификация | 1/32 финала               | 1/16 финала              | 1/8 финала                  | Четвертьфинал      | Полуфинал          | Финал              | Место |
| Соревнование              | Спортсмены        | Результат    | Место        | Соперник Результат        | Соперник Результат       | Соперник Результат          | Соперник Результат | Соперник Результат | Соперник Результат | Место |
| ------------------------- | ----------------- | ------------ | ------------ | ------------------------- | ------------------------ | --------------------------- | ------------------ | ------------------ | ------------------ | ----- |
| индивидуальное первенство | Такахару Фурукава | 680          | 7            | NEDМ. Дилеманс (58) В 7:1 | NORБ. Нестенг (26) В 6:0 | ESPХ.И. Родригес (10) В 7:3 |                    |                    |                    |       |

Женщины
| Соревнование              | Спортсмены                              | Квалификация | Квалификация | 1/32 финала                         | 1/16 финала              | 1/8 финала            | Четвертьфинал            | Полуфинал             | Финал                 | Место |
| Соревнование              | Спортсмены                              | Результат    | Место        | Соперник Результат                  | Соперник Результат       | Соперник Результат    | Соперник Результат       | Соперник Результат    | Соперник Результат    | Место |
| ------------------------- | --------------------------------------- | ------------ | ------------ | ----------------------------------- | ------------------------ | --------------------- | ------------------------ | --------------------- | --------------------- | ----- |
| индивидуальное первенство | Каори Каванака                          | 650          | 10           | GREЭ. Псарра (55) В 7:3             | GBRН. Фолкард (23) П 0:6 | завершила выступление | завершила выступление    | завершила выступление | завершила выступление | 17    |
| индивидуальное первенство | Саори Нагаминэ                          | 621          | 39           | BRAА.М. Гомес дос Сантос (26) П 3:7 | завершила выступление    | завершила выступление | завершила выступление    | завершила выступление | завершила выступление | 33    |
| индивидуальное первенство | Юки Хаяси                               | 591          | 59           | CHNУ Цзясинь (6) П 1:7              | завершила выступление    | завершила выступление | завершила выступление    | завершила выступление | завершила выступление | 33    |
| командное первенство      | Каори Каванака Саори Нагаминэ Юки Хаяси | 1862         | 9            | не проводится                       | не проводится            | Украина (8) · В 6:2   | Республика Корея (1) · : |                       |                       |       |

### Теннис
Соревнования пройдут на кортах олимпийского теннисного центра. Теннисные матчи будут проходить на кортах с твёрдым покрытием DecoTurf, на которых также проходит и Открытый чемпионат США.
Мужчины
| Соревнование     | Спортсмены       | 1/32 финала                     | 1/16 финала                  | 1/8 финала           | Четвертьфинал        | Полуфинал            | Финал                | Место                |
| Соревнование     | Спортсмены       | Соперник Результат              | Соперник Результат           | Соперник Результат   | Соперник Результат   | Соперник Результат   | Соперник Результат   | Место                |
| ---------------- | ---------------- | ------------------------------- | ---------------------------- | -------------------- | -------------------- | -------------------- | -------------------- | -------------------- |
| одиночный разряд | Кэй Нисикори (4) | ESPА. Рамос-Виньолас В 6:2, 6:4 | AUSД. Миллман В 7:64, 6:4    | SVKА. Мартин :       |                      |                      |                      |                      |
| одиночный разряд | Таро Даниэль     | USAДж. Сок (14) В 6:4, 6:4      | GBRК. Эдмунд В 6:4, 7:5      | ARGХ.М. дель Потро : |                      |                      |                      |                      |
| одиночный разряд | Юити Сугита      | USAБ. Бейкер В 5:7, 7:5, 6:4    | FRAЖ. Симон (15) П 63:7, 2:6 | завершил выступление | завершил выступление | завершил выступление | завершил выступление | завершил выступление |

Женщины
| Соревнование     | Спортсмены             | 1/32 финала                   | 1/16 финала                                      | 1/8 финала                                     | Четвертьфинал         | Полуфинал             | Финал                 | Место                 |
| Соревнование     | Спортсмены             | Соперник Результат            | Соперник Результат                               | Соперник Результат                             | Соперник Результат    | Соперник Результат    | Соперник Результат    | Место                 |
| ---------------- | ---------------------- | ----------------------------- | ------------------------------------------------ | ---------------------------------------------- | --------------------- | --------------------- | --------------------- | --------------------- |
| одиночный разряд | Мисаки Дои             | KAZЯ. Шведова В 6:3, 6:4      | AUSС. Стосур (13) П 3:6, 4:6                     | завершила выступление                          | завершила выступление | завершила выступление | завершила выступление | завершила выступление |
| одиночный разряд | Нао Хибино             | ROUИ.-К. Бегу В 6:4, 3:6, 6:3 | ESPГ. Мугуруса (3) П 1:6, 1:6                    | завершила выступление                          | завершила выступление | завершила выступление | завершила выступление | завершила выступление |
| парный разряд    | Мисаки Дои Эри Ходзуми | не проводится                 | FRAК. Гарсия / К. Младенович (2) В 6:0, 0:6, 6:4 | RUSД. Касаткина / С. Кузнецова П 4:6, 6:1, 1:6 | завершили выступление | завершили выступление | завершили выступление | завершили выступление |

### Триатлон
Соревнования по триатлону пройдут на территории форта Копакабана. Дистанция состоит из 3-х этапов — плавание (1,5 км), велоспорт (43 км), бег (10 км).
Мужчины
| Соревнование              | Спортсмены     | Плавание | Смена | Велоспорт | Смена | Бег | Итоговое время | Место | Отставание |
| ------------------------- | -------------- | -------- | ----- | --------- | ----- | --- | -------------- | ----- | ---------- |
| индивидуальное первенство | Хирокацу Таяма |          |       |           |       |     |                |       |            |

Женщины
| Соревнование              | Спортсмены | Плавание | Смена | Велоспорт | Смена | Бег | Итоговое время | Место | Отставание |
| ------------------------- | ---------- | -------- | ----- | --------- | ----- | --- | -------------- | ----- | ---------- |
| индивидуальное первенство | Юриэ Като  |          |       |           |       |     |                |       |            |
| индивидуальное первенство | Юка Сато   |          |       |           |       |     |                |       |            |
| индивидуальное первенство | Аи Уэда    |          |       |           |       |     |                |       |            |

### Тхэквондо
Соревнования по тхэквондо проходят по системе с выбыванием. Для победы в турнире спортсмену необходимо одержать 4 победы. Тхэквондисты, проигравшие по ходу соревнований будущим финалистам, принимают участие в утешительном турнире за две бронзовые медали.
Женщины
| Категория | Спортсмены | Первый раунд       | Четвертьфинал      | Полуфинал          | Финал              | Место |
| Категория | Спортсмены | Соперник Результат | Соперник Результат | Соперник Результат | Соперник Результат | Место |
| --------- | ---------- | ------------------ | ------------------ | ------------------ | ------------------ | ----- |
| до 57 кг  |            |                    |                    |                    |                    |       |

### Тяжёлая атлетика
Каждый НОК самостоятельно выбирает категорию в которой выступит её тяжелоатлет. В рамках соревнований проводятся два упражнения — рывок и толчок. В каждом из упражнений спортсмену даётся 3 попытки. Победитель определяется по сумме двух упражнений. При равенстве результатов победа присуждается спортсмену, с меньшим собственным весом.
Мужчины
| Категория | Спортсмены    | Вес   | Рывок | Рывок | Рывок | Толчок | Толчок | Толчок | Всего | Место |
| Категория | Спортсмены    | Вес   | 1     | 2     | 3     | 1      | 2      | 3      | Всего | Место |
| --------- | ------------- | ----- | ----- | ----- | ----- | ------ | ------ | ------ | ----- | ----- |
| до 56 кг  | Хироаки Такао | 55,90 | 108   | 111   | 111   | 134    | 138    | 138    | 249   | 11    |
| до 62 кг  | Ёити Итокадзу | 61,87 | 126   | 130   | 133   | 160    | 165    | 169    | 302   | 4     |
| до 62 кг  | Ёсукэ Накаяма | 62,00 | 121   | 124   | 124   | 140    | 145    | 150    | 266   | 12    |

Женщины
В категории до 63 кг Японию представляла участница мировых первенств Намика Мацумото. В рывке Мацумото смогла поднять 90 кг и заняла предварительное 10-е место. В толчке японка показала результат в 115 кг, который стал 9-м среди всех участниц соревнований. По итогам олимпийского турнира Мацумото установила свой личный рекорд по сумме упражнений, подняв в общей сложности 205 кг. Этот результат позволил японке занять итоговое 9-е место.
| Категория | Спортсмены      | Вес   | Рывок | Рывок | Рывок | Толчок | Толчок | Толчок | Всего | Место |
| Категория | Спортсмены      | Вес   | 1     | 2     | 3     | 1      | 2      | 3      | Всего | Место |
| --------- | --------------- | ----- | ----- | ----- | ----- | ------ | ------ | ------ | ----- | ----- |
| до 48 кг  | Хироми Миякэ    | 47,95 | 81    | 81    | 81    | 105    | 107    | 107    | 188   | 3     |
| до 53 кг  | Канаэ Яги       | 52,39 | 81    | 81    | 81    | 101    | 101    | 105    | 186   | 6     |
| до 58 кг  | Микико Андо     | 57,56 | 90    | 93    | 94    | 120    | 124    | 126    | 218   | 5     |
| до 63 кг  | Намика Мацумото | 62,86 | 90    | 94    | 95    | 107    | 111    | 115    | 205   | 9     |

### Фехтование
В индивидуальных соревнованиях спортсмены сражаются три раунда по три минуты, либо до того момента, как один из спортсменов нанесёт 15 уколов. В командных соревнованиях поединок идёт 9 раундов по 3 минуты каждый, либо до 45 уколов. Если по окончании времени в поединке зафиксирован ничейный результат, то назначается дополнительная минута до «золотого» укола.
Мужчины
| Соревнование          | Спортсмены          | 1/32 финала        | 1/16 финала               | 1/8 финала                | Четвертьфинал           | Полуфинал            | Финал                | Место |
| Соревнование          | Спортсмены          | Соперник Результат | Соперник Результат        | Соперник Результат        | Соперник Результат      | Соперник Результат   | Соперник Результат   | Место |
| --------------------- | ------------------- | ------------------ | ------------------------- | ------------------------- | ----------------------- | -------------------- | -------------------- | ----- |
| индивидуальная шпага  | Кадзуясу Минобэ (9) | не участвовал      | ITAМ. Фикера (24) В 15:8  | RUSА. Авдеев (25) В 15:12 | FRAГ. Грюмье (1) П 8:15 | завершил выступление | завершил выступление | 6     |
| индивидуальная рапира | Юки Ота (1)         | не участвовал      | BRAГ. Тольдо (33) П 13:15 | завершил выступление      | завершил выступление    | завершил выступление | завершил выступление | 17    |
| индивидуальная сабля  | Кэнта Токунан (27)  | не проводится      | FRAВ. Анстетт (6) П 13:15 | завершил выступление      | завершил выступление    | завершил выступление | завершил выступление | 28    |

Женщины
| Соревнование          | Спортсмены        | 1/32 финала              | 1/16 финала                | 1/8 финала                 | Четвертьфинал         | Полуфинал             | Финал                 | Место |
| Соревнование          | Спортсмены        | Соперник Результат       | Соперник Результат         | Соперник Результат         | Соперник Результат    | Соперник Результат    | Соперник Результат    | Место |
| --------------------- | ----------------- | ------------------------ | -------------------------- | -------------------------- | --------------------- | --------------------- | --------------------- | ----- |
| индивидуальная шпага  | Нодзоми Сато (30) | MEXА. Теран (35) В 15:12 | RUSТ. Логунова (3) В 15:14 | UKRЯ. Шемякина (19) В 11:8 | HUNЭ. Сас (6) П 4:15  | завершила выступление | завершила выступление | 8     |
| индивидуальная рапира | Сихо Нисиока (24) | не участвовала           | KORНам Хён Хи (9) В 15:12  | TUNИ. Бубакри (8) П 10:15  | завершила выступление | завершила выступление | завершила выступление | 16    |
| индивидуальная сабля  | Тика Аоки (35)    | PANЭ. Гренч (30) П 5:15  | завершила выступление      | завершила выступление      | завершила выступление | завершила выступление | завершила выступление | 35    |

### Футбол

#### Мужчины
Олимпийская сборная Японии квалифицировалась на Игры, завоевав золотые медали на молодёжном чемпионате Азии 2016 года. В мужском олимпийском турнире примут участие сборные, составленные из игроков не старше 23 лет (родившиеся после 1 января 1993 года). Также в заявку могут войти не более 3-х футболистов старше этого возраста.
Состав
| №              | Имя               | Клуб               | Дата рождения   | Возраст | Игр     | Голов   |
| Вратари        | Вратари           | Вратари            | Вратари         | Вратари | Вратари | Вратари |
| -------------- | ----------------- | ------------------ | --------------- | ------- | ------- | ------- |
| 1              | Масатоси Кусибики | Касима Антлерс     | 29 января 1993  | 23      | 1       | 0       |
| 12             | Косукэ Накамура   | Касива Рейсол      | 27 февраля 1995 | 21      | 0       | 0       |
| Защитники      |                   |                    |                 |         |         |         |
| 2              | Сэй Муроя         | Токио              | 5 апреля 1994   | 22      | 1       | 0       |
| 4              | Хироки Фудзихару* | Гамба Осака        | 28 ноября 1988  | 27      | 1       | 0       |
| 5              | Наомити Уэда      | Касима Антлерс     | 24 октября 1994 | 21      | 1       | 0       |
| 6              | Цукаса Сиотани*   | Санфречче Хиросима | 5 декабря 1988  | 27      | 1       | 0       |
| 15             | Масаси Камэкава   | Ависпа Фукуока     | 28 мая 1993     | 23      | 0       | 0       |
| 17             | Такуя Иванами     | Виссел Кобе        | 18 июня 1994    | 22      | 0       | 0       |
| Полузащитники  |                   |                    |                 |         |         |         |
| 3              | Ватару Эндо       | Урава Ред Даймондс | 9 февраля 1993  | 23      | 1       | 0       |
| 7              | Рики Харакава (к) | Кавасаки Фронтале  | 13 августа 1993 | 22      | 1       | 0       |
| 8              | Рёта Осима        | Кавасаки Фронтале  | 23 января 1993  | 23      | 1       | 0       |
| 9              | Синъя Ядзима      | Фаджиано Окаяма    | 18 января 1994  | 22      | 1       | 0       |
| 10             | Сёя Накадзима     | Токио              | 23 августа 1994 | 21      | 1       | 0       |
| 14             | Ёсукэ Идэгути     | Гамба Осака        | 23 августа 1996 | 19      | 0       | 0       |
| 18             | Такуми Минамино   | Ред Булл Зальцбург | 16 января 1995  | 21      | 1       | 1       |
| Нападающие     |                   |                    |                 |         |         |         |
| 11             | Мусаси Судзуки    | Албирекс Ниигата   | 11 февраля 1994 | 22      | 1       | 1       |
| 13             | Синдзо Короки*    | Урава Ред Даймондс | 31 июля 1986    | 29      | 1       | 1       |
| 16             | Такума Асано      | Арсенал            | 10 ноября 1994  | 21      | 1       | 1       |
| Главный тренер |                   |                    |                 |         |         |         |
| Флаг Японии    | Макото Тэгурамори | Макото Тэгурамори  | 14 ноября 1967  | 48      |         |         |

Результаты
Групповой этап (Группа B)
| М | Команда  | И | В | Н | П | Мячи  | ±  | О |
| - | -------- | - | - | - | - | ----- | -- | - |
| 1 | Нигерия  | 3 | 2 | 0 | 1 | 6 − 6 | 0  | 6 |
| 2 | Колумбия | 3 | 1 | 2 | 0 | 6 − 4 | +2 | 5 |
| 3 | Япония   | 3 | 1 | 1 | 1 | 7 − 7 | 0  | 4 |
| 4 | Швеция   | 3 | 0 | 1 | 2 | 2 − 4 | −2 | 1 |

| 4 августа 2016 21:00 UTC-4                | \| Нигерия \| 5:4 (3:2) Отчёт \| Япония \| \| Умар 6′ · Этебо 11′, 42′, 51′ (пен.), 66′ \| Голы \| Короки 9′ (пен.) · Минамино 13′ · Асано 70′ · Судзуки 95′ \| | Стадион: Амазония, Манаус Зрителей: 29 996 Судья: Клеман Тюрпен |
| Нигерия                                   | 5:4 (3:2) Отчёт | Япония                                                          |
| Умар 6′ · Этебо 11′, 42′, 51′ (пен.), 66′ | Голы | Короки 9′ (пен.) · Минамино 13′ · Асано 70′ · Судзуки 95′       |

| 7 августа 2016 21:00 UTC-4 | \| Япония \| 2:2 (0:0) Отчёт \| Колумбия \| \| Асано 67′ · Накадзима 74′ \| Голы \| Гутьеррес 59′ · Фудзихару 65′ (авт.) \| | Стадион: Национальный стадион, Бразилиа Зрителей: 26 603 Судья: Сергей Карасёв |
| Япония                     | 2:2 (0:0) Отчёт | Колумбия                                                                       |
| Асано 67′ · Накадзима 74′  | Голы | Гутьеррес 59′ · Фудзихару 65′ (авт.)                                           |

| 10 августа 2016 19:00 UTC-3 | \| Япония \| \| Швеция \| | Стадион: Фонте-Нова, Салвадор |
| Япония                      |                           | Швеция                        |

### Хоккей на траве

#### Женщины
Женская сборная Японии квалифицировалась на Игры по итогам полуфинала Мировой лиги 2014/15.
Состав
Результат
Групповой этап (Группа B)
| Место | Команда        | И | В | Н | П | ГЗ | ГП | +/- | Очки |
| ----- | -------------- | - | - | - | - | -- | -- | --- | ---- |
| 1     | Великобритания | 5 | 5 | 0 | 0 | 12 | 4  | +8  | 15   |
| 2     | США            | 5 | 4 | 0 | 1 | 14 | 5  | +9  | 12   |
| 3     | Австралия      | 5 | 3 | 0 | 2 | 11 | 5  | +6  | 9    |
| 4     | Аргентина      | 5 | 2 | 0 | 3 | 12 | 6  | +6  | 6    |
| 5     | Япония         | 5 | 0 | 1 | 4 | 3  | 16 | -13 | 1    |
| 6     | Индия          | 5 | 0 | 1 | 4 | 3  | 19 | -16 | 1    |

| 7 августа 2016 11:00 UTC-3          | \| Япония \| 2:2 (1:0, 1:0, 0:2, 0:0) Протокол \| Индия \| \| Эми Нисикори 15' · Миэ Накасима 28' \| Голы \| Рани 31' · Лилима Минц 40' \| | Олимпийский хоккейный центр, Рио-де-Жанейро Судьи: Кайли Сеймур Келли Хадсон |
| Япония                              | 2:2 (1:0, 1:0, 0:2, 0:0) Протокол | Индия                                                                        |
| Эми Нисикори 15' · Миэ Накасима 28' | Голы | Рани 31' · Лилима Минц 40'                                                   |

| 8 августа 2016 20:30 UTC-3                                          | \| Аргентина \| 4:0 (1:0, 1:0, 0:0, 2:0) Протокол \| Япония \| \| Ноэль Баррьонуэво 13', 18' · Карла Ребекки 48' · Мария Гранатто 50' \| Голы \| \| | Олимпийский хоккейный центр, Рио-де-Жанейро Судьи: Мелисса Тривик Лорен Дельфорж |
| Аргентина                                                           | 4:0 (1:0, 1:0, 0:0, 2:0) Протокол | Япония                                                                           |
| Ноэль Баррьонуэво 13', 18' · Карла Ребекки 48' · Мария Гранатто 50' | Голы |                                                                                  |

| 10 августа 2016 17:00 UTC-3                                                         | \| США \| 6:1 (2:0, 1:0, 1:0, 2:1) Протокол \| Япония \| \| Мелисса Гонсалес 1' · Кэти Бам 5', 53', 56' · Кати Райнпрехт 28' · Джилл Уитмер 37' \| Голы \| Миэ Накасима 47' \| | Олимпийский хоккейный центр, Рио-де-Жанейро Судьи: Эмбер Чёрч Фаннеке Алкемаде |
| США                                                                                 | 6:1 (2:0, 1:0, 1:0, 2:1) Протокол | Япония                                                                         |
| Мелисса Гонсалес 1' · Кэти Бам 5', 53', 56' · Кати Райнпрехт 28' · Джилл Уитмер 37' | Голы | Миэ Накасима 47'                                                               |

| 11 августа 2016 20:30 UTC-3 | \| Япония \| \| Великобритания \| | Олимпийский хоккейный центр, Рио-де-Жанейро |
| Япония                      |                                   | Великобритания                              |

| 13 августа 2016 19:30 UTC-3 | \| Австралия \| \| Япония \| | Олимпийский хоккейный центр, Рио-де-Жанейро |
| Австралия                   |                              | Япония                                      |